# 5. September
Der 5. September ist der 248. Tag des gregorianischen Kalenders (der 249. in Schaltjahren), somit bleiben noch 117 Tage bis zum Jahresende.

## Ereignisse

### Politik und Weltgeschehen
- 322 v. Chr.: In der Schlacht von Krannon scheitert eine Erhebung Athens gegen Makedonien. Harte Strafen gegen die Verlierer folgen und Demosthenes, der Anführer der antimakedonischen Fraktion, nimmt sich das Leben.
- 1543: Die Belagerung von Nizza endet mit dem Abzug der französischen und mit ihnen verbündeten türkischen Belagerer, nachdem ein kaiserliches Heer zur Verstärkung der Stadt heranzieht. Das Ringen um die Vorherrschaft in Oberitalien geht zu Gunsten Spaniens aus.
- 1661: Nicolas Fouquet, der frühere Oberaufseher über die Finanzen des französischen Königs Ludwigs XIV., wird verhaftet. Die Ambitionen des Festgenommenen auf ein höheres Amt, sein zur Schau gestellter Reichtum und die Verstärkung von Festungen missfallen dem Herrscher, der Fouquet einer Fronde verdächtigt.

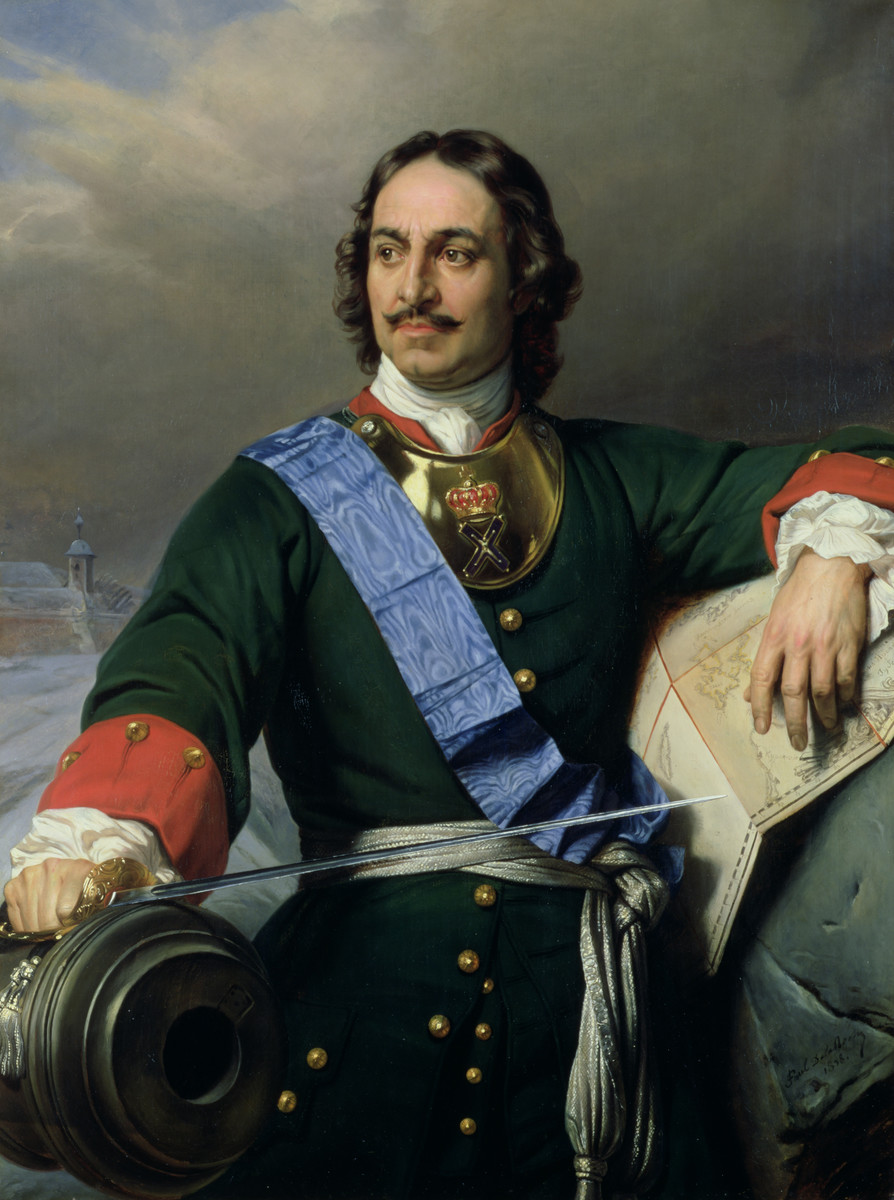
1698: Peter der Große

- 1698: Nach seiner Rückkehr aus Westeuropa verbietet der russische Zar Peter der Große das Tragen von Bärten, da dieses unzeitgemäß sei. Weil der Erlass im Lande besonders bei den Altgläubigen nicht den gewünschten Erfolg erzielt, wird einige Monate später vom Zaren eine Bartsteuer eingeführt.
- 1774: Der Erste Kontinentalkongress beginnt in Philadelphia, Pennsylvania. Zwölf britische Kolonien sprechen sich für die Einstellung des Handels mit Großbritannien aus.
- 1781: Die Seeschlacht vor der Chesapeake Bay während des Amerikanischen Unabhängigkeitskriegs bringt der französischen Flotte einen Sieg über das englische Geschwader. Den Landtruppen unter General Charles Cornwallis bleibt dadurch erhoffte Unterstützung versagt.
- 1793: Die französische Nationalversammlung beschließt die Einführung von „Terrormaßnahmen zur Unterdrückung konterrevolutionärer Aktivitäten“, denen in den kommenden acht Monaten 35.000 bis 40.000 Menschen zum Opfer fallen werden.
- 1795: Die Vereinigten Staaten und das Osmanische Reich schließen den Friedens- und Freundschaftsvertrag von Algier.
- 1800: Die seit Juni 1798 auf Malta stationierten französischen Truppen ergeben sich den Briten, die knapp zwei Jahre lang die Häfen der Mittelmeerinsel blockiert und die Franzosen so vom Nachschub abgeschnitten haben.

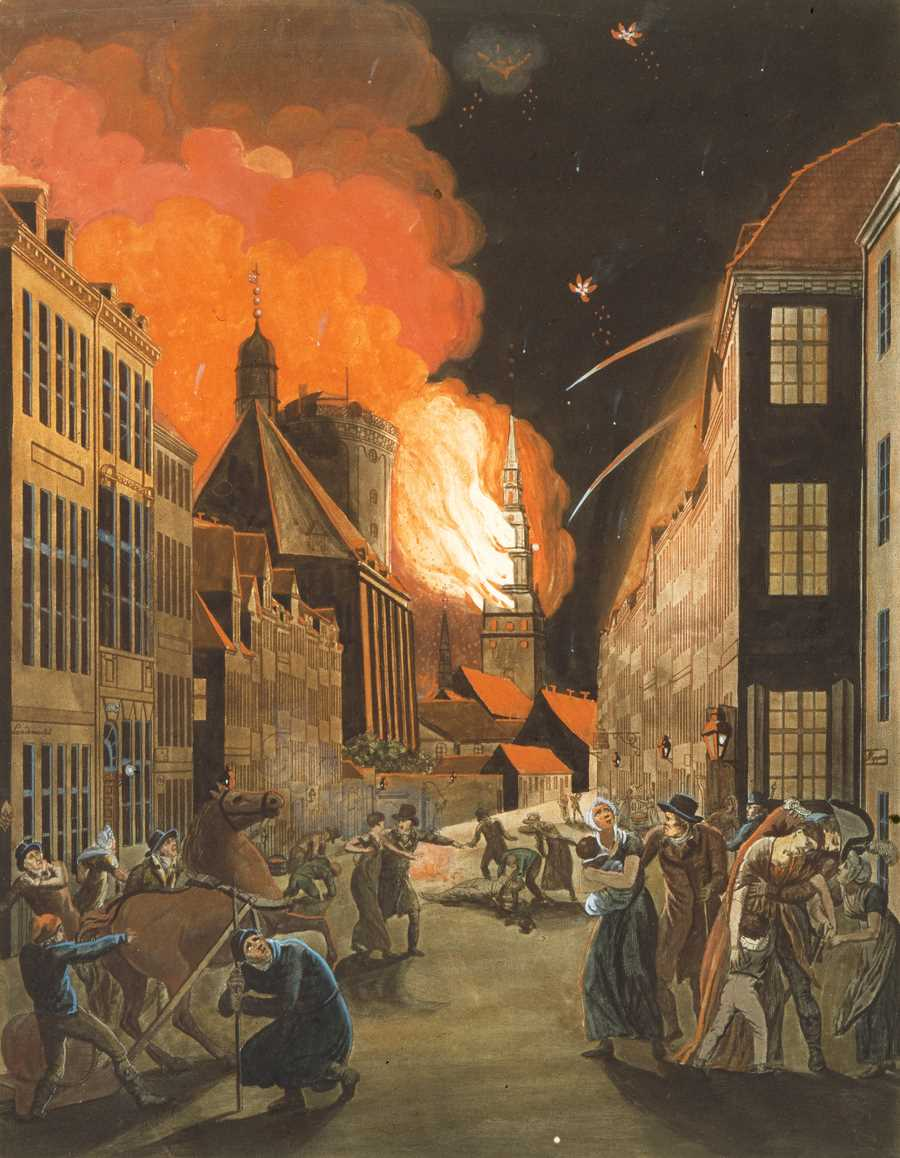
1807: Kopenhagen in Flammen

- 1807: In der zweiten Seeschlacht von Kopenhagen stellt die britische Flotte den Beschuss der schon erheblich beschädigten dänischen Hauptstadt ein.
- 1836: Sam Houston wird zum ersten Präsidenten der Republik Texas gewählt.
- 1882: In New York wird von der gewerkschaftlichen Central Labor Union eine politische Demonstration mit anschließendem Picknick organisiert, an dem mehrere Zehntausend Menschen teilnehmen. Damit entsteht in der Folgezeit der Labor Day in den USA, vergleichbar dem späteren Tag der Arbeit in anderen Ländern.
- 1905: Die Unterzeichnung des Vertrags von Portsmouth beendet den Russisch-Japanischen Krieg, führt jedoch in Japan zu den Hibiya-Unruhen.
- 1914: Im Ersten Weltkrieg beginnt die Schlacht an der Marne, in deren Verlauf 550.000 Soldaten sterben.
- 1915: Im Schweizer Dorf Zimmerwald beginnt die Zimmerwalder Konferenz, eine geheime internationale sozialistische Konferenz, deren prominenteste Teilnehmer Lenin und Leo Trotzki sind.
- 1917: Der Matrose Max Reichpietsch und der Heizer Albin Köbis werden als mutmaßliche „Haupträdelsführer“ der Meuterei auf den beiden Schiffen Friedrich der Große und Prinzregent Luitpold der Kaiserlichen Marine Anfang August 1917 in Köln hingerichtet.
- 1918: Der Rat der Volkskommissare erlässt in Russland das Dekret Über den Roten Terror, das unter anderem eine Stärkung der Tscheka, Konzentrationslager für Klassenfeinde und sofortiges Erschießen eines jeden vorsieht, der weißgardistischen Organisationen angehört oder in Verschwörungen, Aufstände oder Erhebungen verwickelt ist.
- 1929: Der französische Ministerpräsident und Friedensnobelpreisträger Aristide Briand schlägt auf einer Versammlung des Völkerbundes die Bildung einer europäischen Zoll- und Handelsunion als Vereinigte Staaten von Europa vor. Die Idee wird kaum zur Kenntnis genommen.
- 1938: Auf Befehl Adolf Hitlers werden die in der Wiener Schatzkammer gelagerten Reichskleinodien nach Nürnberg, wo sie bereits bis zum Ende des Heiligen Römischen Reichs 1806 verwahrt worden sind, gebracht.
- 1939: Japan und die Vereinigten Staaten erklären ihre Neutralität im „europäischen Krieg“.

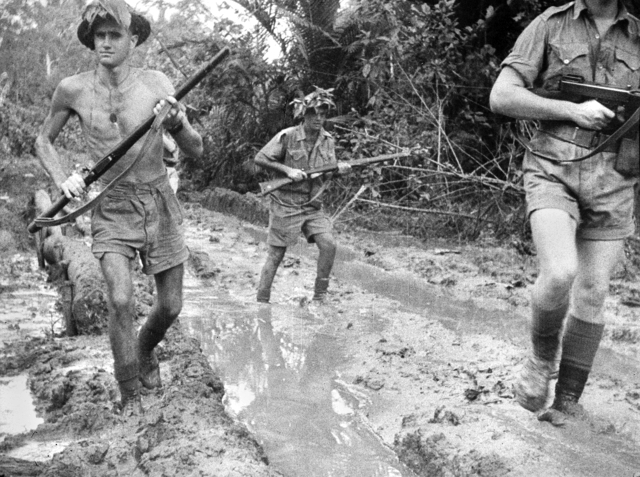
1942: Australische Truppen nach der Schlacht

- 1942: Die Schlacht um die Milne-Bucht während des Pazifikkrieges endet mit der ersten Niederlage japanischer Landstreitkräfte gegen die Alliierten.
- 1944: Die Sowjetunion erklärt Bulgarien den Krieg, welches sich zu diesem Zeitpunkt trotz seines Bündnisses mit dem Deutschen Reich nicht an dessen Krieg gegen die Sowjetunion beteiligt.
- 1944: Die Royal Air Force beginnt schwere Luftangriffe auf das von einer deutschen Division gehaltene Le Havre. Dabei kommen etwa 5000 französische Zivilisten ums Leben.
- 1946: Das Gruber-De-Gasperi-Abkommen (Pariser Abkommen) zwischen Österreich und Italien wird unterzeichnet, in dem Autonomierechte für die Region Trentino-Südtirol eingeräumt werden.
- 1960: Staatskrise in der Demokratischen Republik Kongo: Präsident Joseph Kasavubu und Premier Patrice Lumumba erklären sich gegenseitig für abgesetzt.
- 1960: Im Senegal wird Léopold Sédar Senghor zum ersten Präsidenten des zuvor unabhängig gewordenen Staates gewählt.
- 1968: In Tibet wird als letzter chinesischer Provinz ein Revolutionskomitee gebildet.

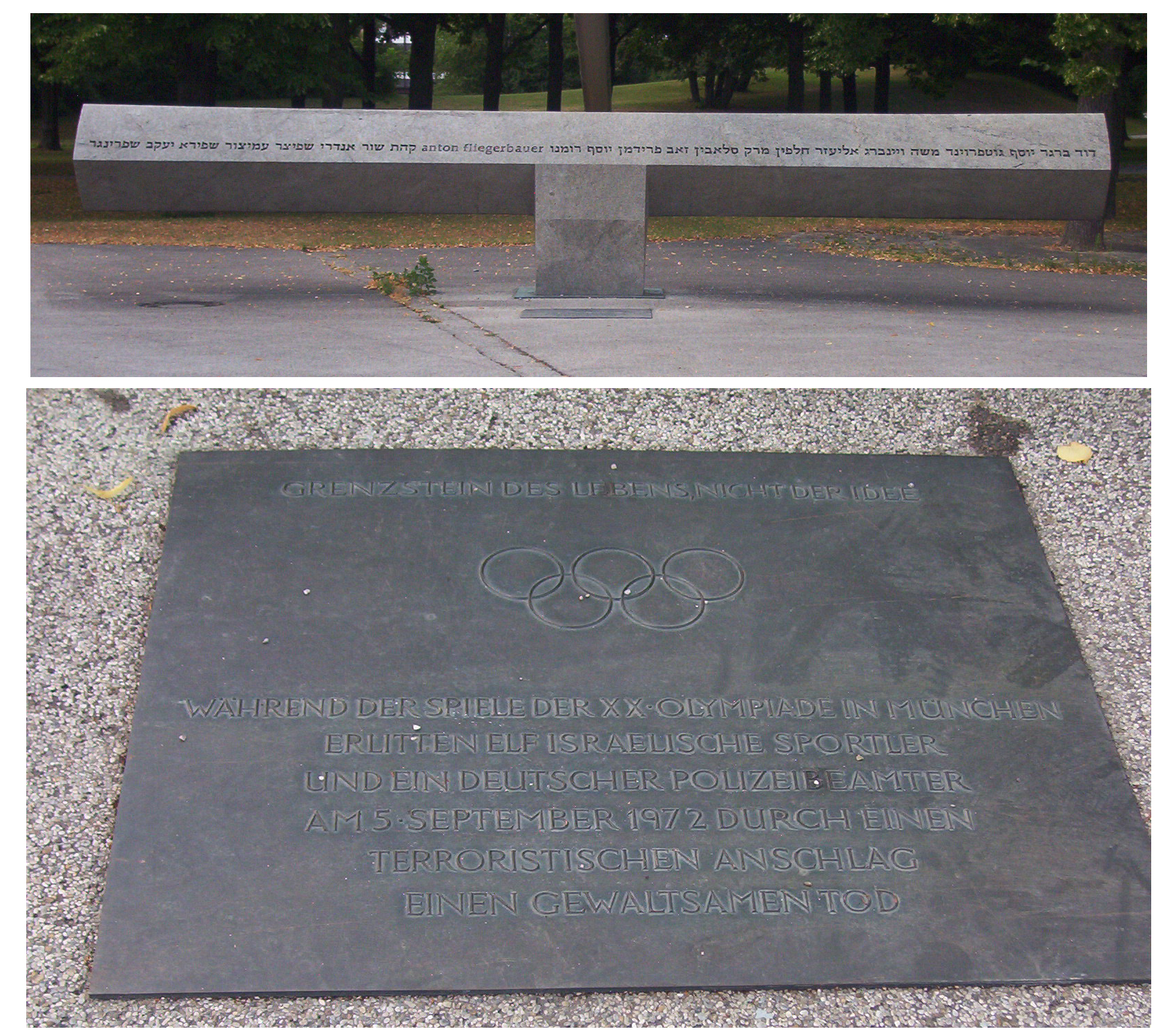
1973: Gedenkstein und -tafel für die Opfer des Anschlags

- 1972: Die palästinensische Terrorgruppe Schwarzer September überfällt während der Olympischen Spiele in München das israelische Team im Olympischen Dorf, tötet zwei Personen und nimmt elf Athleten als Geiseln.
- 1973: Palästinensische, radikale Aktivisten überfallen die Saudi-Arabische Botschaft in Paris.
- 1975: Lynette Fromme, ein Mitglied der berüchtigten Manson Family des inhaftieren Charles Manson, verübt ein erfolgloses Attentat auf US-Präsident Gerald Ford.
- 1977: Hanns Martin Schleyer wird von einem RAF-Kommando entführt. Der „Deutsche Herbst“ beginnt.
- 1978: Die erste Camp-David-Konferenz zwischen Anwar as-Sadat und Menachem Begin in den USA beginnt. Sie dauert bis 17. September.
- 1991: Die UdSSR zerfällt, der Volksdeputiertenkongress beschließt die Bildung einer Übergangsregierung, die aus den Präsidenten der einzelnen Republiken besteht. Im Dezember wird die Gemeinschaft Unabhängiger Staaten (GUS) gegründet.
- 1995: Trotz internationaler Proteste unternimmt Frankreich auf dem Mururoa-Atoll den ersten von mehreren geplanten Atomwaffentests.
- 1996: Per Gerichtsbeschluss wird dem Präsidenten von Madagaskar, Albert Zafy, die Amtsausübung untersagt.
- 1999: Die SPD erlebt bei den Landtagswahlen in Brandenburg und im Saarland ein Wahldebakel. Ottmar Schreiner tritt in der Folge als Bundesgeschäftsführer zurück.
- 2002: Auf Hamid Karzai, den Präsidenten der Übergangsregierung von Afghanistan, wird ein Anschlag verübt.
- 2002: Paul LaRuffa, das erste Opfer der Beltway Sniper Attacks, wird angeschossen.

### Wirtschaft
- 1838: Die Leipziger Bank wird als private Notenbank Sachsens gegründet.
- 1899: Christine Hardt aus Dresden lässt ein Frauenleibchen als Brustträger, einen Vorläufer des Büstenhalters, patentieren.
- 1944: Der Zollunionsvertrag zur Gründung der Benelux-Wirtschaftsunion wird unterzeichnet.
- 1945: Simon Faure meldet den von ihm erfundenen Mehrzweckzug, ein Gerät zum Heben oder Ziehen von Lasten, in Frankreich zum Patent an.
- 2006: Im brandenburgischen Schönefeld beginnen die Bauarbeiten zum neuen Flughafen Berlin Brandenburg.

### Wissenschaft und Technik
- 1862: Der Meteorologe James Glaisher und sein Pilot Henry Tracey Coxwell steigen in einem Ballon mit offener Kabine bis auf 8800 m auf.
- 1891: In Britisch-Indien wird der Khojak-Tunnel, ein 3,9 km langer Eisenbahntunnel und damals der längste Tunnel Südasiens eröffnet.
- 1936: Mit einer Bruchlandung in Neuschottland endet der erste Alleinflug über den Atlantik in Ost-West-Richtung der Pilotin Beryl Markham.
- 1957: Bund und Länder gründen den Wissenschaftsrat mit Sitz in Köln.
- 1975: In Bremerhaven wird das von Hans Scharoun entworfene Deutsche Schifffahrtsmuseum eröffnet.

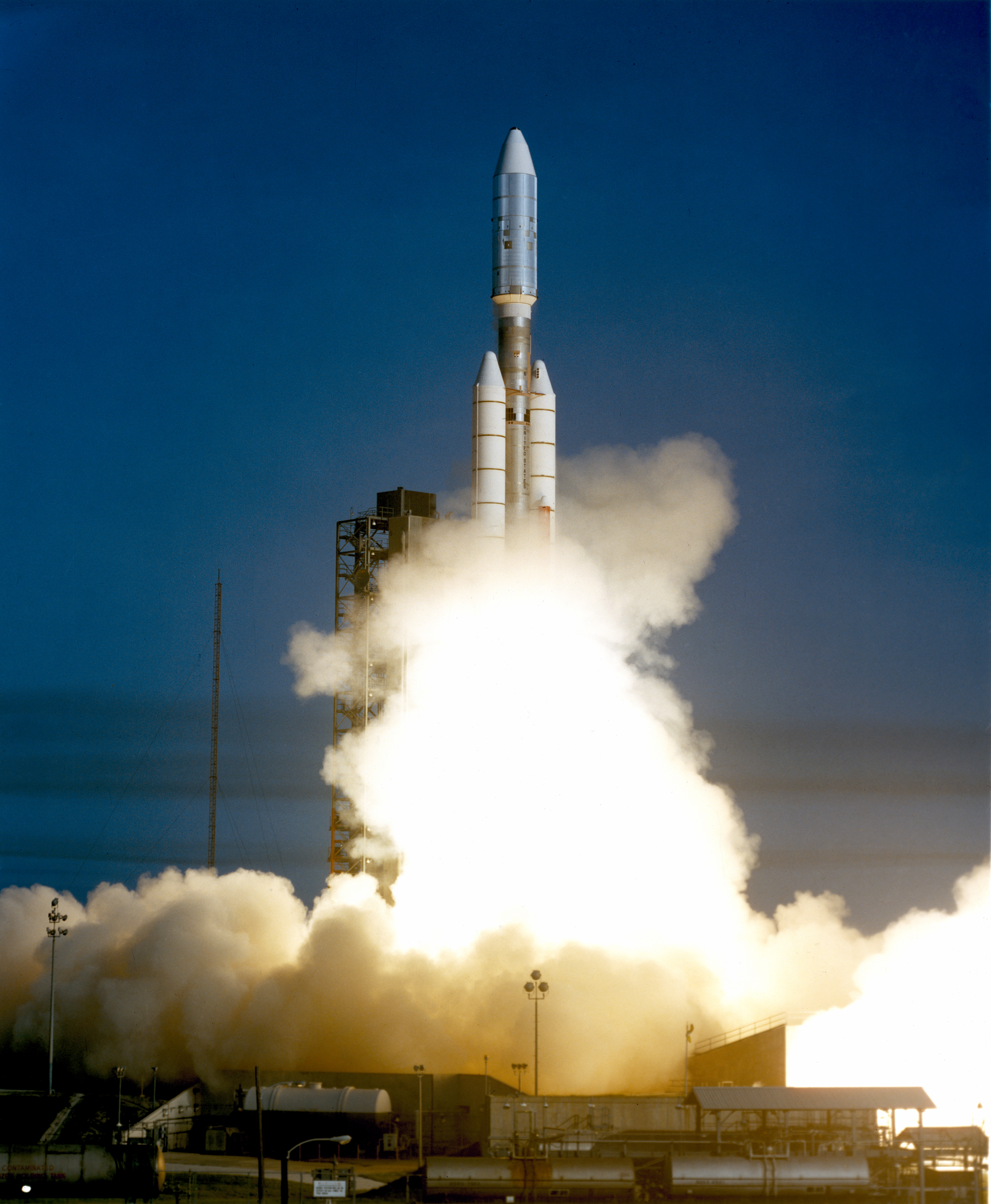
1977: Voyager 1 beim Start

- 1977: Die US-amerikanische Raumsonde Voyager 1, welche im Verlauf ihrer Reise die Planeten Jupiter und Saturn passieren und als erstes von Menschen erzeugte Objekt in den interstellaren Raum gelangen wird, startet von Cape Canaveral.
- 1980: Der Gotthard-Strassentunnel wird eröffnet.
- 2008: Die europäische Kometensonde Rosetta passiert den Asteroiden (2867) Šteins. Es ist der dritte Vorbeiflug dieser Art überhaupt.

### Kultur
- 1840: Die Opera buffa Un giorno di regno von Giuseppe Verdi wird am Teatro alla Scala in Mailand uraufgeführt und wird vom Publikum gnadenlos ausgepfiffen. Verdi, der bei der Uraufführung selbst anwesend ist, beschließt, nie wieder eine Oper zu schreiben.

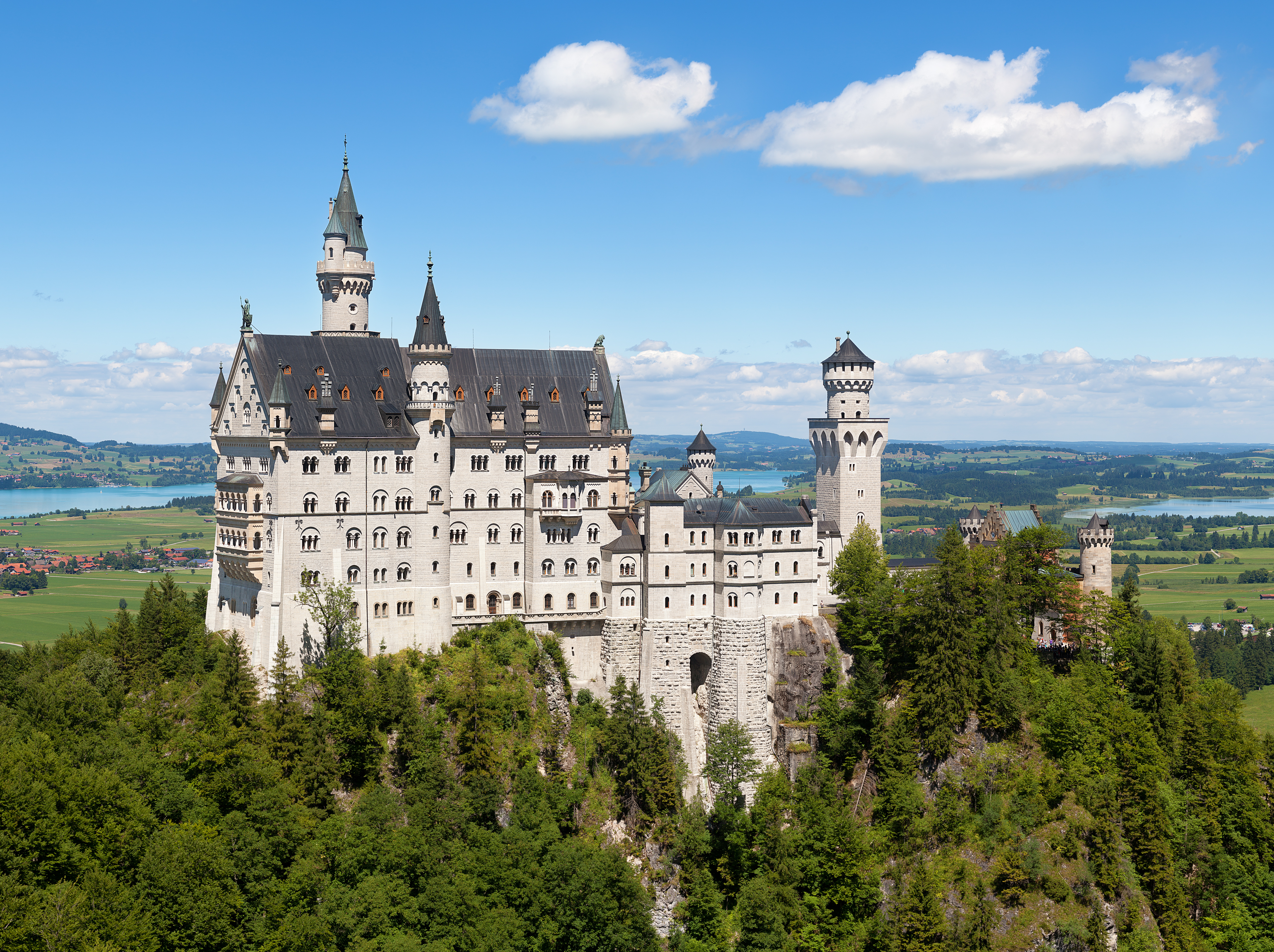
1869: Schloss Neuschwanstein

- 1869: Der Grundstein für das Schloss Neuschwanstein wird gelegt.
- 1921: Das Teatro Cervantes, heute das Nationaltheater Argentiniens, wird in Buenos Aires eingeweiht.
- 1936: Der Fotograf Robert Capa nimmt im Spanischen Bürgerkrieg sein berühmtes Bild vom Tod des republikanischen Soldaten Frederico Borell García auf.
- 1958: Die englische Ausgabe des Romans Doktor Schiwago von Boris Pasternak erscheint.
- 1968: In Essen erlebt der nach einer Romanvorlage von Eric Malpass entstandene Film Morgens um sieben ist die Welt noch in Ordnung seine Uraufführung.
- 1974: Im ZDF wird die erste Sendung der Quiz-Fernsehshow Der Große Preis mit Wim Thoelke ausgestrahlt.
- 1980: Die Uraufführung der Oper Satyagraha von Philip Glass findet an der Stadschouwburg in Rotterdam statt.
- 2001: Mit mehr als einjähriger Verspätung beginnt die Aufführung des Musikstücks As slow as possible von John Cage in Halberstadt mit einer Gesamtspieldauer von 639 Jahren.

### Gesellschaft

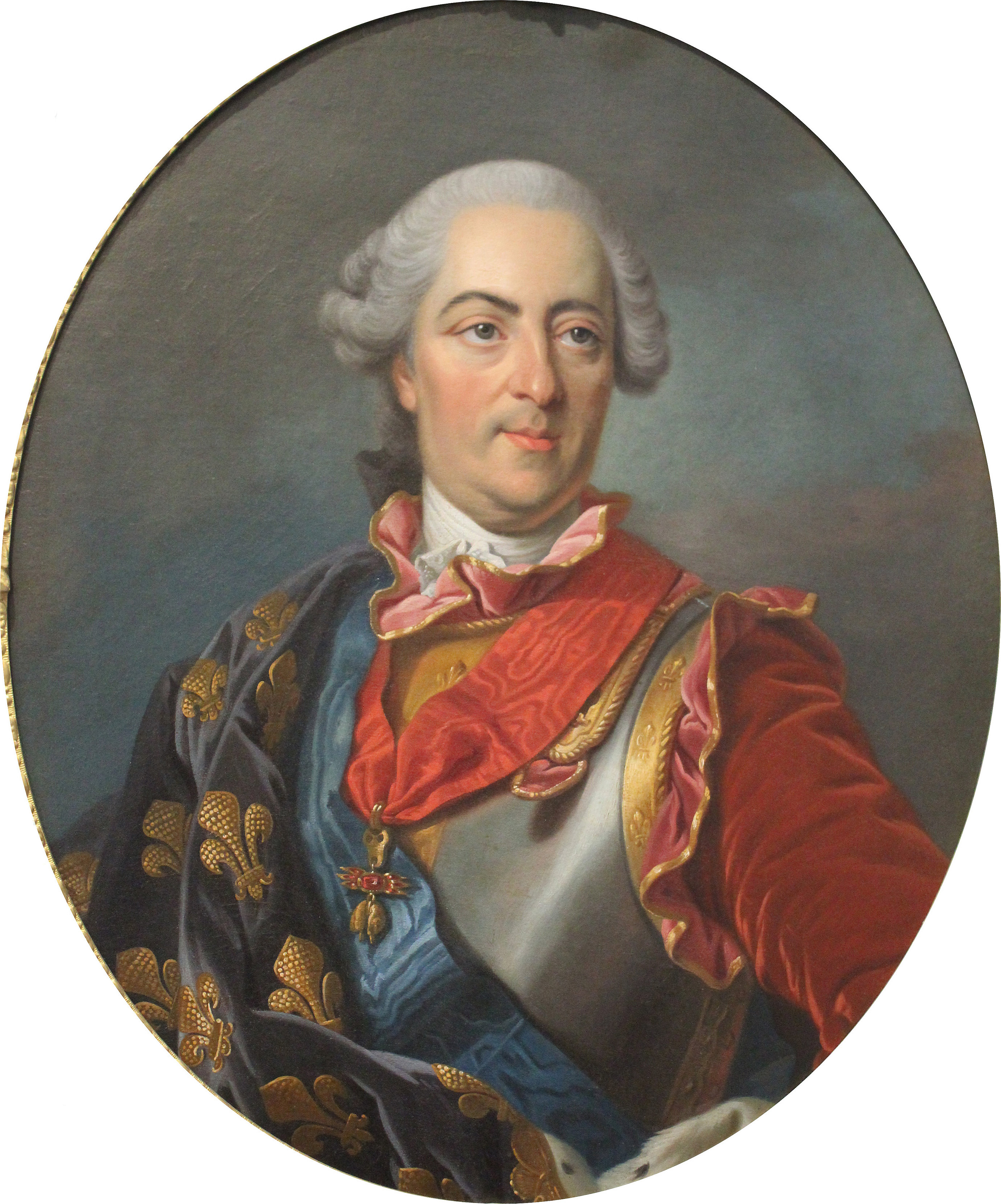
1725: Ludwig XV.

- 1725: In Fontainebleau heiraten der französische König Ludwig XV. und die polnische Königstochter Maria Leszczyńska.
- 1830: In Wien wird das Vergnügungsetablissement Tivoli mit Rutschbahn eröffnet. Das Orchester von Johann Strauss (Vater) erhält vom Lokal ein festes Engagement.
- 2002: Einführung des Rauchverbots auf 63 öffentlichen U-, S- und Fern-Bahnhöfen in Deutschland

### Religion
- 1234: Papst Gregor IX. verkündet in der Bulle Rex pacificus die überarbeitete Dekretalensammlung Liber Extra.
- 1316: Jacques Duèse wird zum Papst gewählt. Er gibt sich den Namen Johannes XXII.

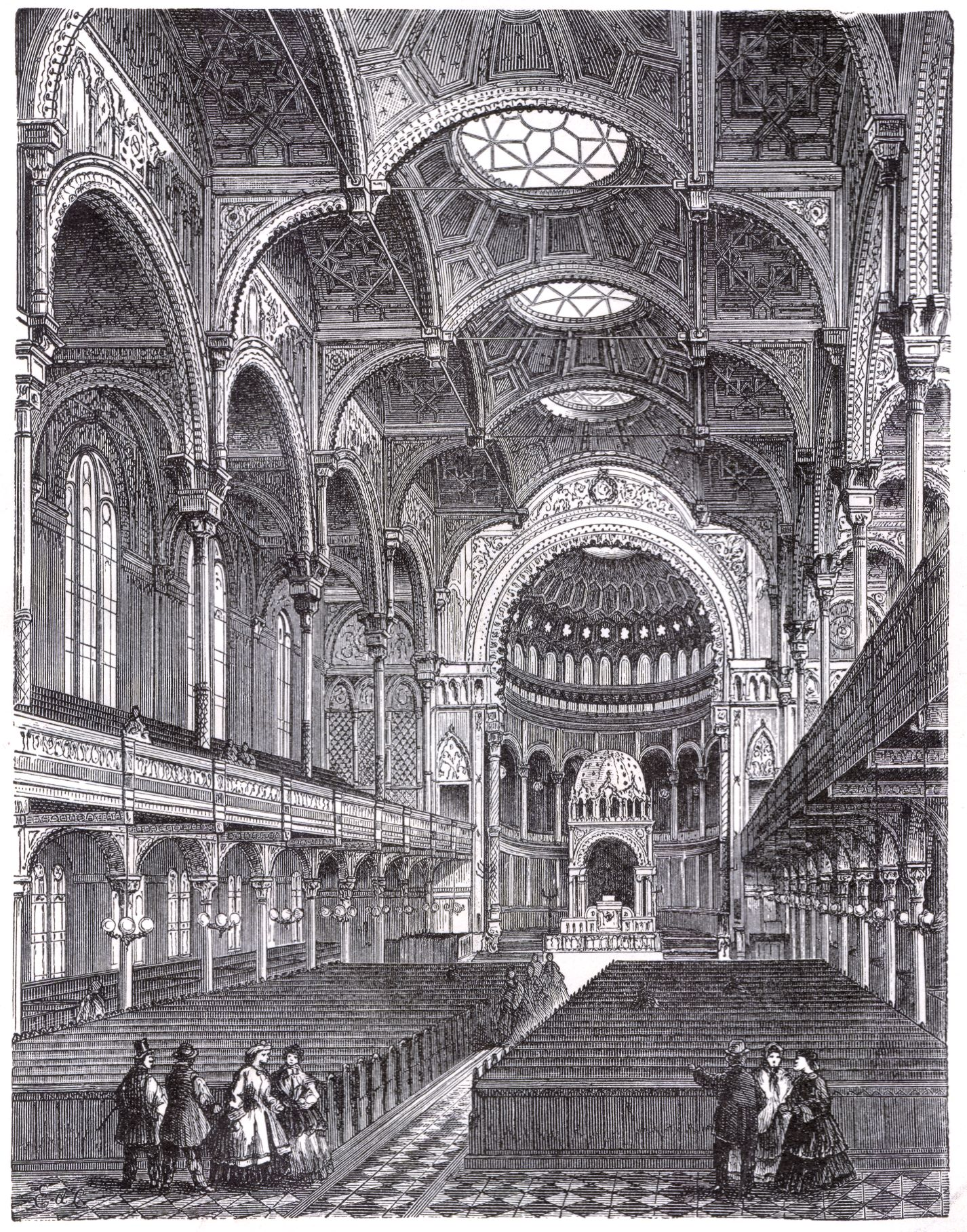
1866: Das Innere der Neuen Synagoge in Berlin

- 1866: Am jüdischen Neujahrsfest wird die Neue Synagoge in der Berliner Oranienburger Straße in Anwesenheit von Preußens Ministerpräsident Otto von Bismarck feierlich eingeweiht.
- 1895: Unter dem Titel Adiutricem erscheint eine neuerliche Enzyklika des Papstes Leo XIII., die das Rosenkranzgebet favorisiert.
- 1898: Letztmals hat eine Enzyklika Papst Leos XIII. den Rosenkranz zum Gegenstand. Die Gläubigen sollen nach der Aussage in Diuturni temporis das Gebet mit Hilfe der Gebetskette mit großem Eifer pflegen.
- 1951: Der Neuguss der Pummerin, der größten Glocke des Wiener Stephansdoms, die im Zweiten Weltkrieg zerstört worden ist, wird beim zweiten Versuch fertiggestellt.

### Katastrophen
- 1666: Der Große Brand von London, der seit dem 2. September gewütet hat, kann unter Kontrolle gebracht und schließlich gelöscht werden.
- 2005: Der Mandala-Airlines-Flug 91 endet nach dem Start in Medan auf der indonesischen Insel Sumatra mit einem Absturz in ein Wohngebiet. 101 Flugzeuginsassen und 47 Stadtbewohner sterben.
- 2005: Bei einem Seilbahnunglück im Gletscherskigebiet von Sölden in Tirol kommen neun deutsche Touristen ums Leben. Ein Transporthubschrauber verliert während eines Flugs zur Bergstation einen Betonkübel, der eine Gondel trifft und mit in die Tiefe reißt.
- 2022: Bei einem Erdbeben im chinesischen Luding sterben mindestens 93 Menschen.

Kleinere Unglücksfälle sind in den Unterartikeln von Katastrophe und in der Liste von Katastrophen aufgeführt.

### Sport
- 1882: Die Aufnahme der ersten Mitglieder im Hotspur Football Club gilt als Gründung des britischen Fußballvereins Tottenham Hotspur.

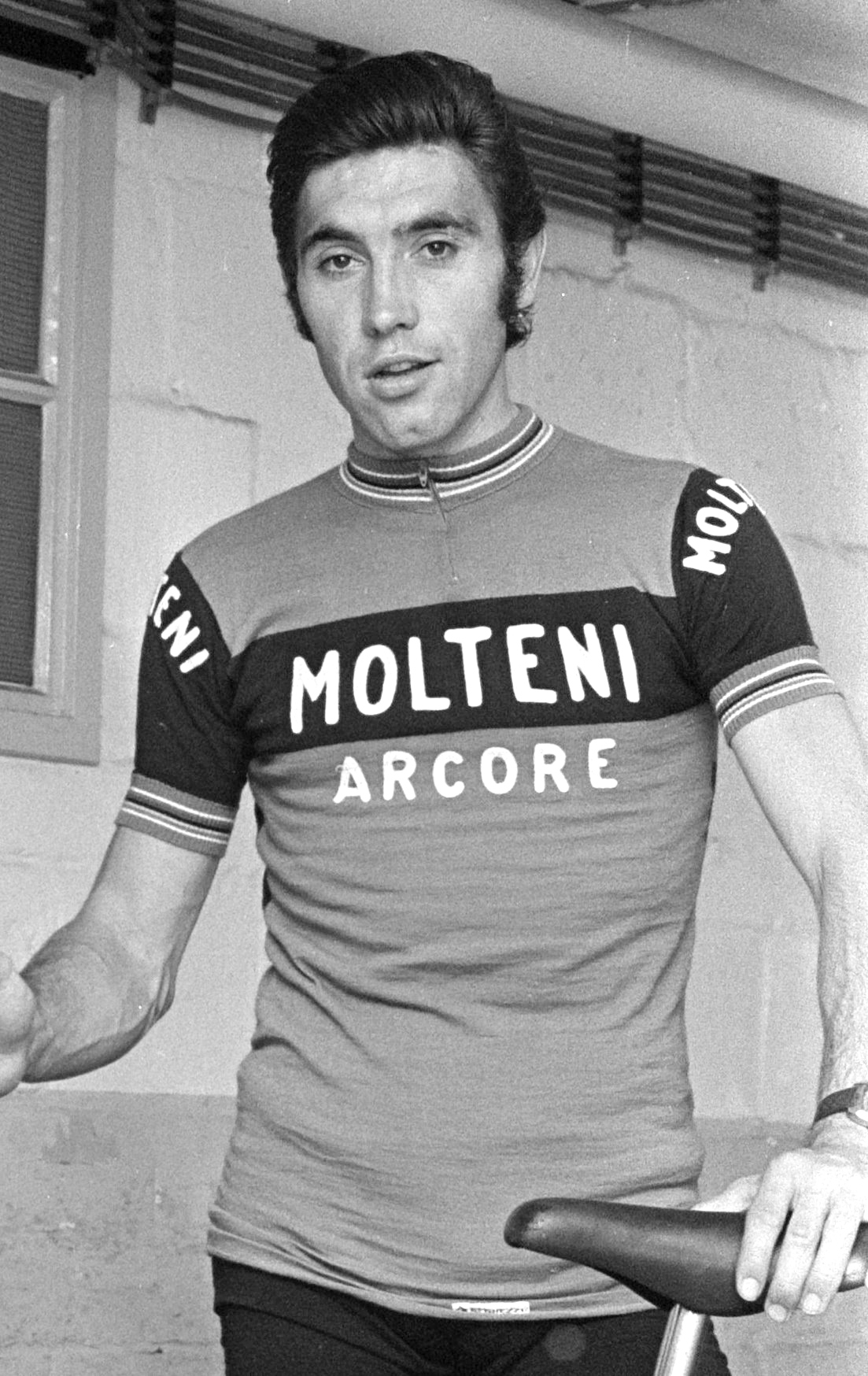
1964: Eddy Merckx

- 1964: Der belgische Radrennfahrer Eddy Merckx wird in Sallanches jüngster Amateur-Radweltmeister aller Zeiten.
- 1970: Im Training zum Großen Preis von Italien in Monza verunglückt der österreichische Formel-1-Fahrer Jochen Rindt tödlich. Im Oktober wird er zum Weltmeister erklärt, da er die Gesamtwertung uneinholbar anführt.
- 2010: Neuseeland gewinnt das Finale der Frauen-Rugby-Union-Weltmeisterschaft in London 13:10 gegen England.

Einträge von Leichtathletik-Weltrekorden befinden sich unter der jeweiligen Disziplin unter Leichtathletik.

## Geboren

### Vor dem 18. Jahrhundert
- 1187: Ludwig VIII., französischer König
- 1319: Peter IV., König von Aragón, Graf von Barcelona, König von Valencia, Herzog von Neopatria, Herzog von Athen und König von Sardinien
- 1368: Walter Fitzwalter, 5. Baron Fitzwalter, englischer Adeliger
- 1451: Isabella Neville, älteste Tochter von Richard Neville, 16. Earl of Warwick
- 1499: Hieronymus Weller, evangelischer Theologe und Reformator

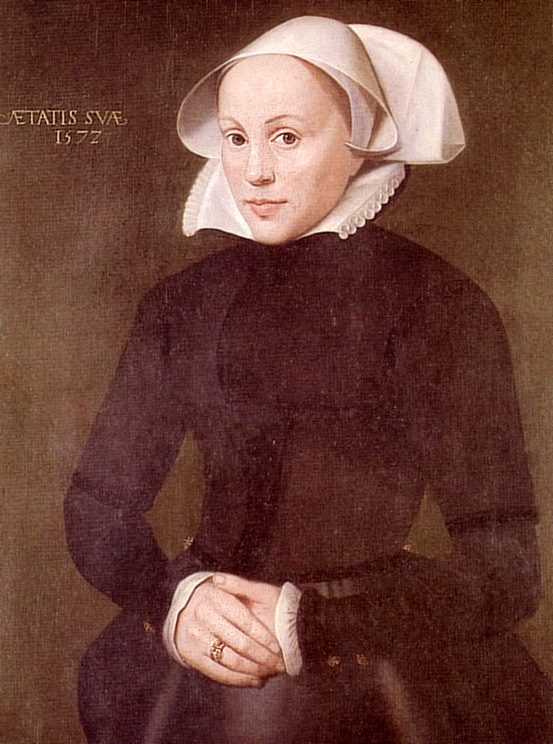
Maria (* 1500)

- 1500: Maria, Regentin der Herrschaft Jever
- 1533: Jacopo Zabarella, italienischer Philosoph
- 1540: Stephan I. Illésházy, Palatin von Ungarn
- 1550: Anton, Graf von Ortenburg
- 1568: Tommaso Campanella, italienischer Dominikaner und Philosoph, Dichter und Politiker
- 1569: Georg Friedrich von Hohenlohe-Neuenstein-Weikersheim, deutscher Offizier und Gelegenheitsdichter
- 1625: Karl II. Otto, Herzog und Pfalzgraf von Birkenfeld

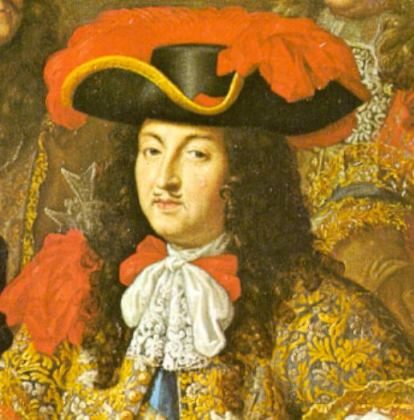
Ludwig XIV. (* 1638)

- 1638: Ludwig XIV., König von Frankreich
- 1640: Ludwig Ludwig, Abt des Zisterzienserklosters in Ebrach
- 1642: Marie von Oranien-Nassau, Pfalzgräfin von Simmern
- 1666: Gottfried Arnold, deutscher pietistischer Theologe
- 1667: Giovanni Girolamo Saccheri, italienischer Philosoph, Theologe und Mathematiker
- 1675: Christian Gottlieb Schwarz, deutscher Philologe und Hochschullehrer
- 1692: Tharsander, deutscher Pfarrer
- 1696: František Antonín Míča, tschechischer Komponist
- 1695: Carl Gustaf Tessin, schwedischer Politiker, Reichsrat und Präsident der Staatskanzlei

### 18. Jahrhundert

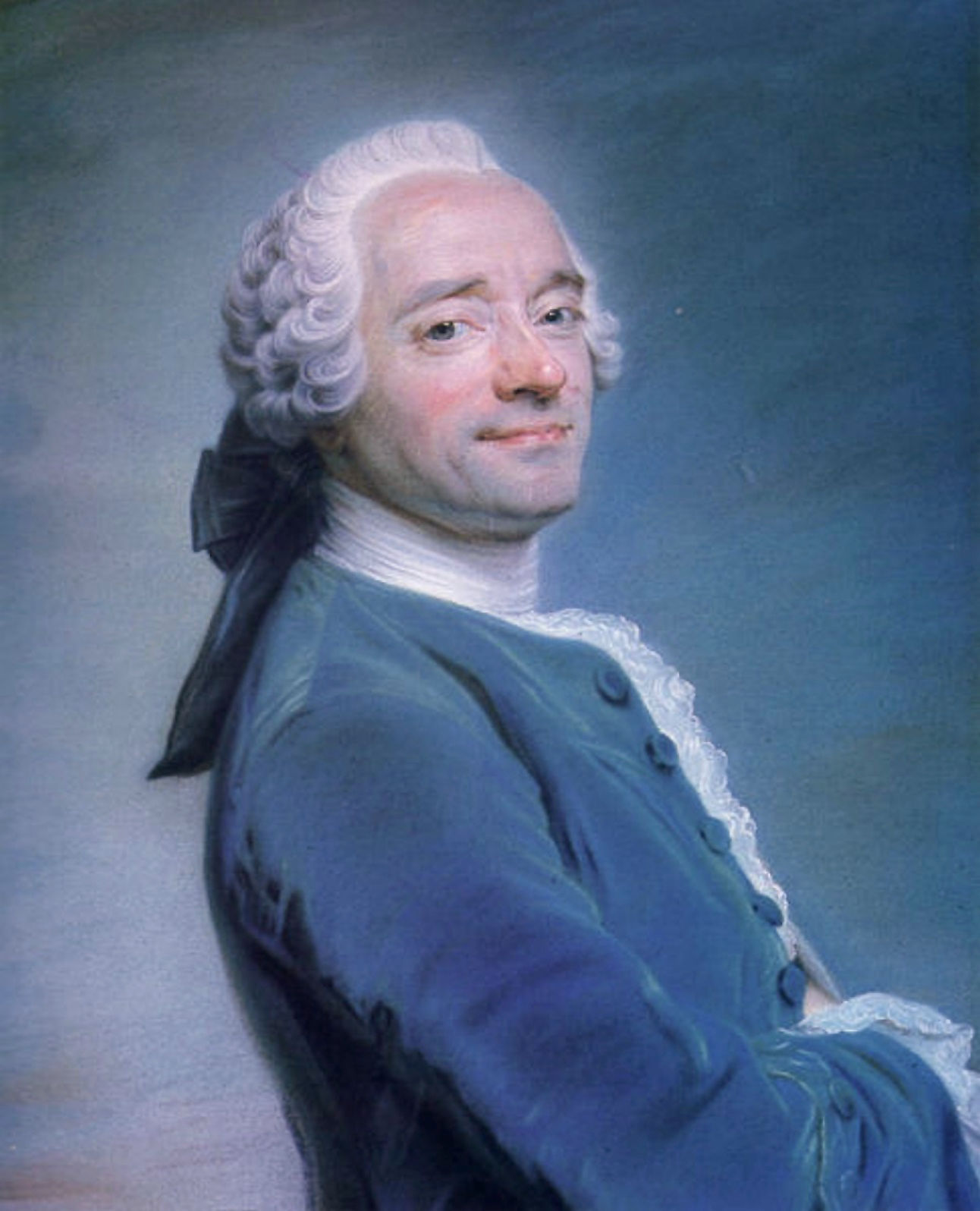
Maurice Quentin de La Tour (* 1704)

- 1704: Maurice Quentin de La Tour, französischer Pastell-Porträtmaler
- 1705: Catherine-Jeanne Dupré, französische Schauspielerin
- 1711: Johann Nathanael Lieberkühn, deutscher Mediziner und Physiker
- 1712: Johann Gottfried Weller, deutscher Geistlicher und Historiker
- 1722: Friedrich Christian, Kurfürst von Sachsen
- 1724: Adam Gottlob Schirach, sorbischer Pfarrer, Physikotheologe und Schriftsteller
- 1733: Christoph Martin Wieland, deutscher Dichter, Übersetzer und Herausgeber der Aufklärung
- 1735: Johann Christian Bach, deutscher Komponist
- 1751: John Shore, 1. Baron Teignmouth, britischer Kolonialbeamter, Generalgouverneur von Fort William
- 1751: François-Joseph Westermann, französischer General
- 1759: Anton Unternährer, Schweizer Schreiner, Wunderdoktor und Sektengründer
- 1761: Giuseppe Avelloni, italienischer Dichter
- 1763: Franz von Waldersee, deutscher Beamter und Schriftsteller

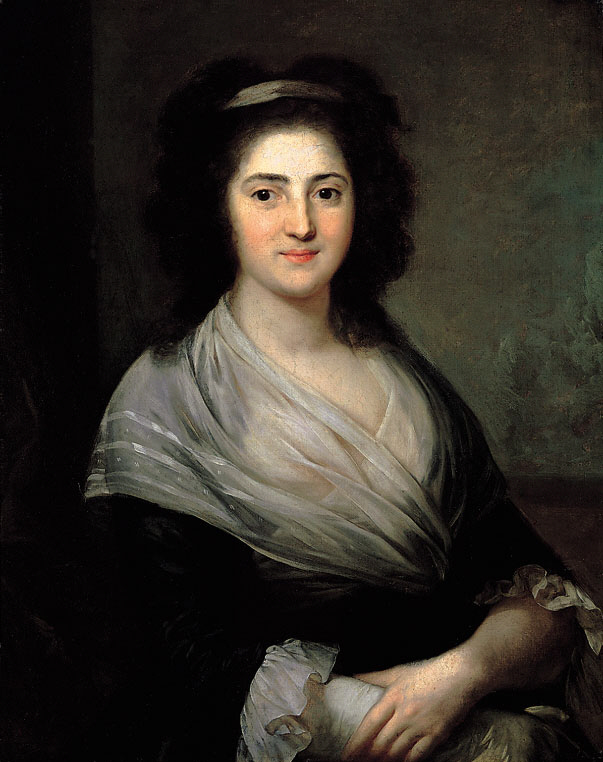
Henriette Herz (* 1764)

- 1764: Henriette Herz, deutsche Schriftstellerin
- 1765: John Gaillard, US-amerikanischer Politiker, Senator
- 1766: Maurice-Jean-Magdalène de Broglie, französischer Geistlicher, Bischof von Acqui und Gent
- 1767: August Wilhelm Schlegel, deutscher Dichter
- 1768: Andreas Ludwig Christoph Kettembeil, deutscher Jurist und Herausgeber
- 1769: Johann Hüsgen, deutscher Geistlicher, Generalvikar im Erzbistum Köln
- 1771: Karl von Österreich-Teschen, österreichischer Erzherzog und Feldherr

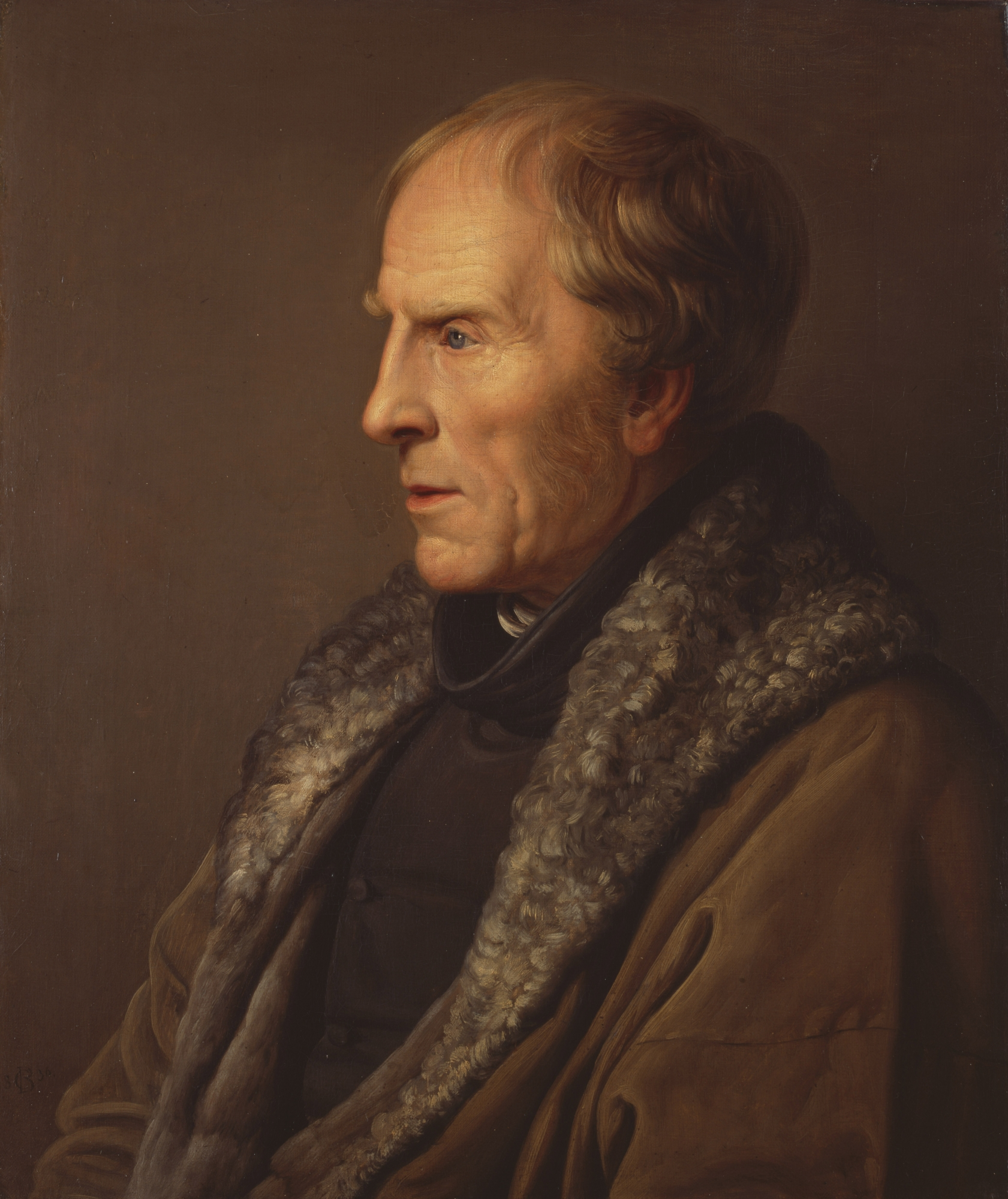
Caspar David Friedrich (* 1774)

- 1774: Caspar David Friedrich, deutscher Maler und Grafiker
- 1779: Franz von Sonnenberg, deutscher Dichter
- 1781: Anton Diabelli, österreichischer Komponist und Musikverleger
- 1785: Antonín Marek, tschechischer Schriftsteller und Übersetzer
- 1786: Sergei Semjonowitsch Uwarow, russischer Diplomat, Literaturwissenschaftler und Politiker, Minister
- 1788: Jean-Pierre Abel-Rémusat, französischer Sinologe und Bibliothekar
- 1789: Clarke Abel, britischer Arzt, Naturforscher und Botaniker
- 1791: Giacomo Meyerbeer, deutscher Komponist und Dirigent
- 1792: Friedrich Friese II, deutscher Orgelbauer und Organist
- 1795: Rudolf von Arthaber, österreichischer Textilfabrikant, Kunstsammler und Mäzen
- 1798ː Sophie Esterházy-Liechtenstein, österreichische Oberhofmeisterin und Hofdame

### 19. Jahrhundert

#### 1801–1850
- 1801: Matthäus Kern, deutscher Maler und Lithograph
- 1802: Gustav Langerfeldt, braunschweigischer Jurist und Politiker
- 1806: Louis Juchault de Lamoricière, französischer General und Staatsmann
- 1809: Friedrich Hektor Hundt, deutscher Verwaltungsjurist und Historiker

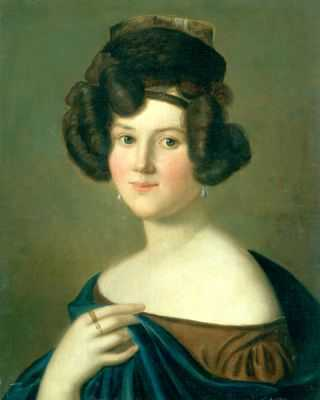
Minna Wagner (* 1809)

- 1809: Minna Wagner, deutsche Schauspielerin, erste Ehefrau von Richard Wagner
- 1811: Karl von Beaulieu-Marconnay, deutscher Diplomat, Schriftsteller und Kulturhistoriker
- 1815: Carl Wilhelm, deutscher Chorleiter
- 1816: Ernest-Charles Lasègue, französischer Internist
- 1817: Alexei Konstantinowitsch Tolstoi, russischer Schriftsteller, Dramatiker und Dichter
- 1818: Edmund Kennedy, australischer Entdecker
- 1819: Hermine Schuh, deutsche Botanikerin
- 1820: Louis Köhler, deutsche Klavierpädagoge
- 1820: Georg Vierling, deutscher Komponist
- 1823: Willibald Beyschlag, deutscher Theologe und Professor
- 1824: Ida von Fleischl-Marxow, deutsch-österreichische Salonniere

Jakob Hofstätter (* 1825)

- 1825: Jakob Hofstätter, Schweizer Mediziner und Schriftsteller in Mundart
- 1827: Goffredo Mameli, italienischer Dichter und Patriot
- 1829: William Odling, britischer Chemiker
- 1829: Placido Maria Schiaffino, italienischer Abt und Kardinal
- 1831: Victorien Sardou, französischer Dramatiker
- 1833: François Emile Ehrmann, französischer Maler
- 1833: Oluf Rygh, norwegischer Archäologe und Ortsnamenforscher
- 1834: Franz von Ballestrem, deutscher Politiker und Industrieller
- 1834: Robinson Ellis, britischer Philologe
- 1836: Justiniano Borgoño, peruanischer Staatspräsident

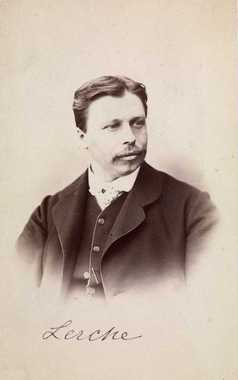
Vincent Stoltenberg Lerche (* 1837)

- 1837: Vincent Stoltenberg Lerche, norwegischer Maler
- 1839: Franz Krolop, deutscher Sänger
- 1839: Richard von Poschinger, deutscher Maler
- 1840: Ludwig Auerbach, deutscher Dichter
- 1842: Karl Berthold Hofmann, österreichischer Chemiker und Mediziner
- 1843: Giuseppina Gabriella Bonino, italienische Ordensschwester und -gründerin
- 1843: Anselm Schott, deutscher Benediktiner
- 1844: Ernst Mey, deutscher Unternehmer
- 1847: Jesse James, US-amerikanischer Revolverheld
- 1847: Ella Magnussen, deutsche Malerin
- 1848: Elia Millosevich, italienischer Astronom
- 1848: Oskar Telke, deutscher Mediziner
- 1850: Eugen Goldstein, deutscher Physiker

#### 1851–1900

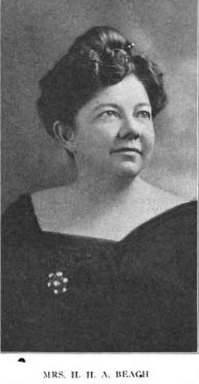
Amy Beach (* 1867)

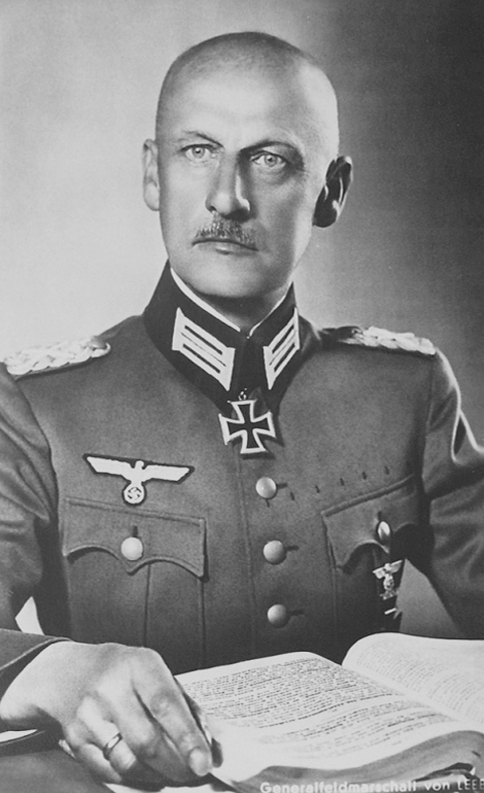
Wilhelm Ritter von Leeb (* 1876)

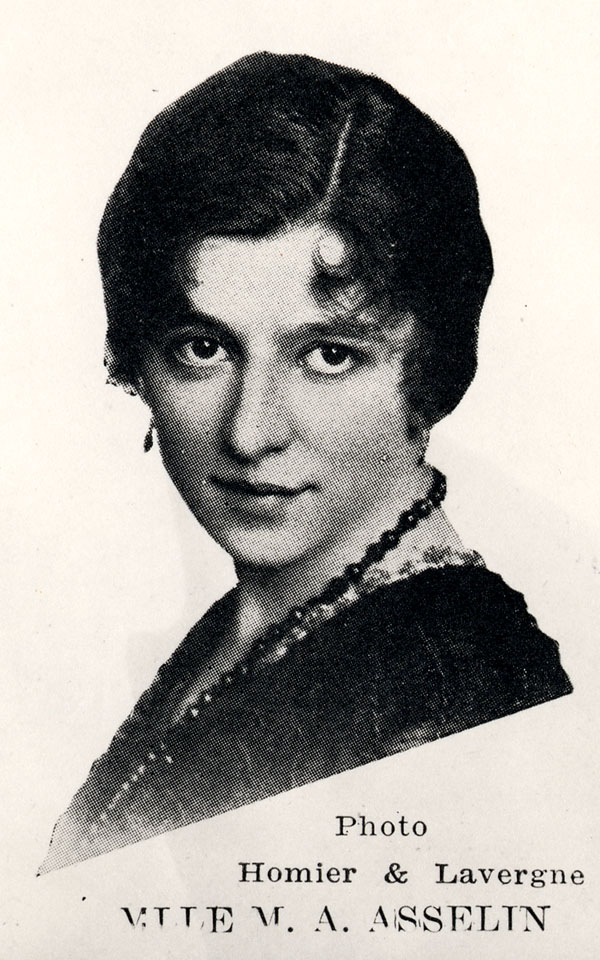
Marie-Anne Asselin (* 1888)

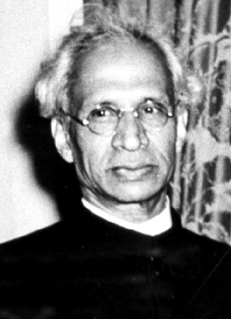
Sarvepalli Radhakrishnan (* 1888)

- 1853: David D. Aitken, US-amerikanischer Politiker
- 1856: Georg Müller-Breslau, deutscher Maler
- 1860: David Ringger, Schweizer Jurist und Politiker
- 1866: Alfred Körte, deutscher Altphilologe
- 1867: Amy Beach, US-amerikanische Komponistin und Pianistin
- 1869: Karoline von Österreich-Toskana, Erzherzogin von Österreich
- 1870: Victor Auburtin, deutscher Journalist und Schriftsteller
- 1870: C. Frank Reavis, US-amerikanischer Politiker
- 1871: Friedrich Karl Akel, estnischer Diplomat
- 1872: Carlo von Erlanger, deutscher Ornithologe und Forschungsreisender
- 1872: Carl Friedrich von Siemens, deutscher Industrieller und Politiker, MdR
- 1873: Bogumił Šwjela, sorbischer Geistlicher, Sprachforscher und Publizist
- 1874: Helene Gries-Danican, deutsche Malerin
- 1875: Carl Froelich, deutscher Filmpionier und -regisseur
- 1875: Richard Krzymowski, deutscher Agrarwissenschaftler
- 1876ː Antonie Jaeckel, deutsche Schauspielerin
- 1876: Wilhelm Ritter von Leeb, deutscher Generalfeldmarschall
- 1878: Barry Domvile, britischer Admiral
- 1878: Robert von Lieben, österreichischer Physiker
- 1879: Rhené-Baton, französischer Dirigent und Komponist
- 1881: Otto Bauer, österreichischer Politiker, führender Theoretiker des Austromarxismus
- 1881: Richard Bienert, tschechoslowakischer Politiker
- 1881: Henry Maitland Wilson, 1. Baron Wilson, britischer Feldmarschall
- 1883: Otto Erich Deutsch, österreichischer Musikwissenschaftler
- 1883: Else Gentner-Fischer, deutsche Opernsängerin
- 1883: Martin Hugo Otto Nippe, deutscher Rechtsmediziner und Hochschullehrer
- 1883: Mel Sheppard, US-amerikanischer Leichtathlet, Olympiasieger
- 1884: Ivan Schweizer, tschechischer Ruderer
- 1884: Emerson Whithorne, US-amerikanischer Pianist und Komponist
- 1886: Karl Eschweiler, deutscher Theologe
- 1888: Marie-Anne Asselin, kanadische Sängerin und Musikpädagogin
- 1888: Alfred Holler, deutscher Landschaftsmaler
- 1888: Sarvepalli Radhakrishnan, indischer Philosoph und Hochschullehrer, Staatspräsident
- 1888: Toni Stadler, deutscher Bildhauer
- 1888: Georges Willems, belgischer Ruderer
- 1889: Oskar Becker, deutscher Philosoph, Logiker und Mathematiker
- 1889: Johann Gerhard Behrens, deutscher Pastor und Astronom
- 1889: Johannes Hoffmann, deutscher Politiker, MdL, MdB
- 1890: Johann Josef Demmel, Bischof der Alt-katholischen Kirche in Deutschland
- 1891: Edward Molyneux, französischer Modedesigner
- 1892: Əhməd Bakıxanov, aserbaidschanischer Tarspieler und Musikpädagoge
- 1892: Joseph Szigeti, US-amerikanischer Violinvirtuose und -lehrer ungarischer Herkunft
- 1895: Frank Foss, US-amerikanischer Leichtathlet
- 1895: Meta Seinemeyer, deutsche Sängerin (Sopran)
- 1896: Albert Becker, österreichischer Schachmeister

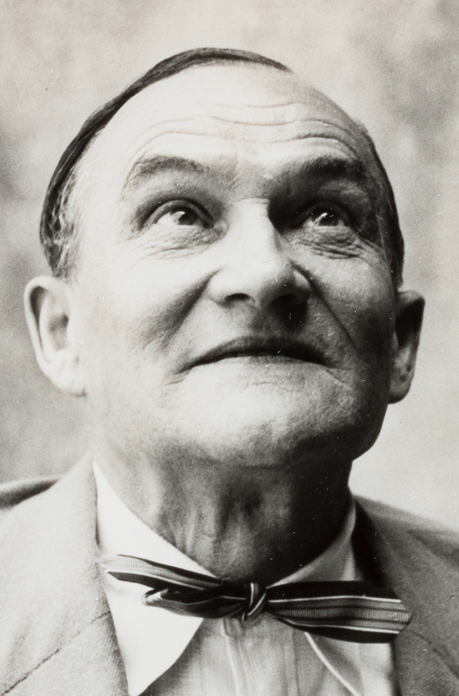
Heimito von Doderer (* 1896)

- 1896: Heimito von Doderer, österreichischer Schriftsteller
- 1896: Hans Peters, deutscher Rechtswissenschaftler und Staatsrechtler, Widerstandskämpfer gegen den Nationalsozialismus
- 1897: Arthur C. Nielsen, US-amerikanischer Marketingforscher, Gründer von ACNielsen
- 1897: Grete Popper, deutsch-tschechische Fotografin
- 1898: Ebbe Hamerik, dänischer Komponist und Dirigent
- 1899: Helen Creighton, kanadische Musikethnologin und Volksliedsammlerin
- 1899: Richard LaPiere, US-amerikanischer Soziologe
- 1899: Georg Leibbrandt, russisch-deutscher Dolmetscher, Bürokrat und Diplomat, Beteiligter der Planung der Judenvernichtung im Dritten Reich
- 1900: Alice Ekert-Rotholz, deutsche Schriftstellerin
- 1900: August Maria Knoll, österreichischer Jurist, Soziologe und Sozialreformer
- 1900: Charles Veillon, Schweizer Unternehmer

### 20. Jahrhundert

#### 1901–1925

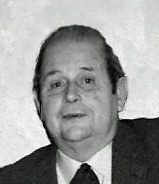
Johannes Spörl (* 1904)

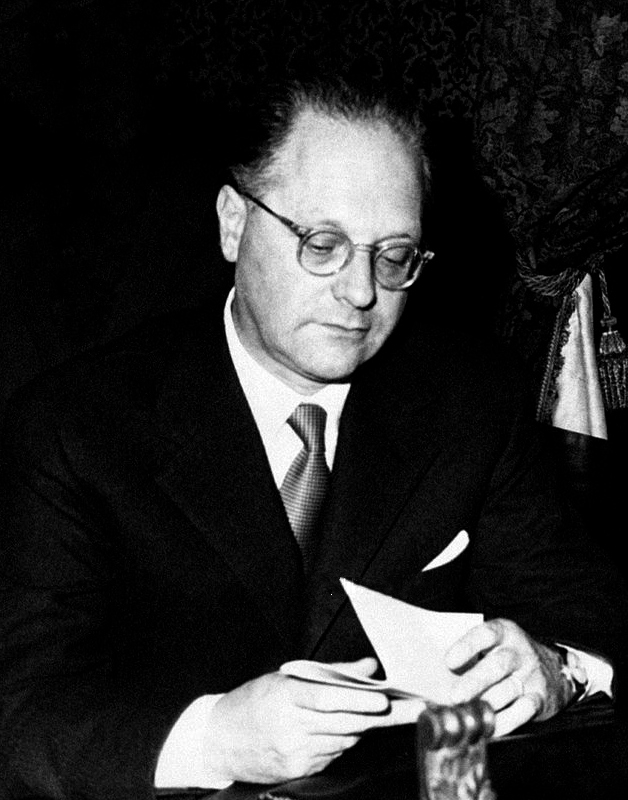
Edoardo Amaldi (* 1908)

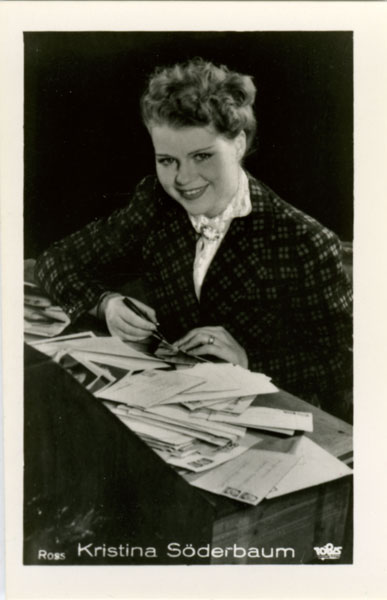
Kristina Söderbaum (* 1912)

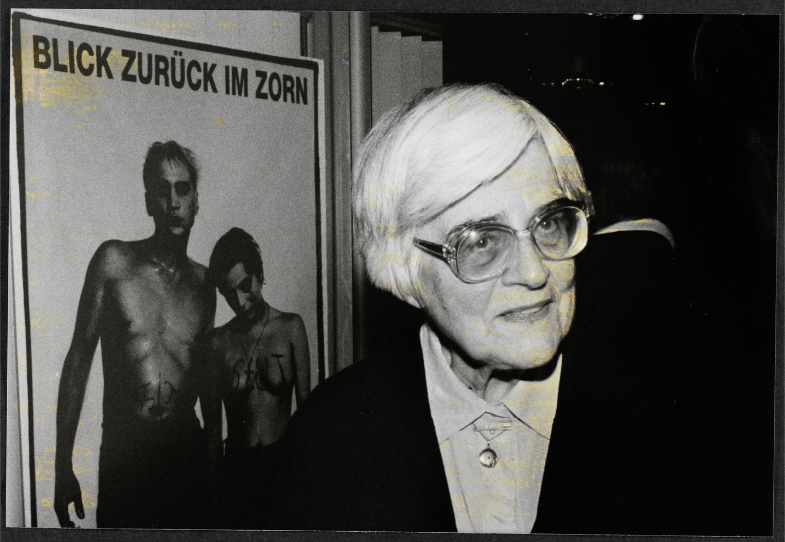
Doris Schmidt (* 1918)

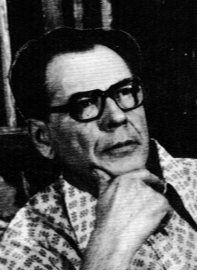
Fjodor Sacharow (* 1919)

- 1901: Florence Eldridge, US-amerikanische Schauspielerin
- 1901: Julo Levin, deutscher Maler
- 1902: Fritz-Dietlof von der Schulenburg, deutscher Jurist und Widerstandskämpfer
- 1902: Darryl F. Zanuck, US-amerikanischer Produzent, Autor und Regisseur
- 1903: Béla Szepes, ungarischer Leichtathlet und Skisportler
- 1904: Johannes Spörl, deutscher Historiker
- 1904: Bernhard Stein, Bischof von Trier
- 1905: Arthur Koestler, britischer Schriftsteller
- 1905: Willy Schneider, deutscher Volkssänger
- 1906: Dixie Boy Jordan, US-amerikanischer Country-Musiker
- 1906: Peter Mieg, Schweizer Komponist, Maler und Schriftsteller
- 1907ː Franziska Hamann, deutsche Malerin und Karikaturistin
- 1907: Else Quecke, deutsche Schauspielerin
- 1907: Jürgen Spanuth, deutscher Altphilologe, Pastor und Atlantisforscher
- 1908: Edoardo Amaldi, italienischer Physiker
- 1908: Henry H. Fowler, US-amerikanischer Politiker
- 1908: Arnaldo Momigliano, italienischer Althistoriker
- 1908: Joaquín Nin-Culmell, US-amerikanischer Komponist, Pianist und Dirigent
- 1909: Hans Carste, deutscher Dirigent und Komponist
- 1909: Yusuf Dadoo, südafrikanischer Politiker
- 1909: Sixten Eckerberg, schwedischer Dirigent, Pianist und Komponist
- 1909: Fritz Martini, deutscher Germanist und Literaturhistoriker
- 1910: Hans Knapp, deutscher Heimatforscher
- 1911: Hans Claussen, deutscher Gewichtheber
- 1912: John Cage, US-amerikanischer Komponist
- 1912: Kristina Söderbaum, schwedische Schauspielerin
- 1914: Stuart Freeborn, britischer Maskenbildner
- 1914: Guillermo Graetzer, österreichisch-argentinischer Komponist, Musikpädagoge und Musikwissenschaftler
- 1914: Nicanor Parra, chilenischer Dichter
- 1915: Nora Marlowe, US-amerikanische Schauspielerin
- 1915: Horst Sindermann, deutscher Politiker, Vorsitzender des Ministerrates der DDR, Präsident der Volkskammer
- 1916: Daniel Paul Arulswamy, Bischof von Kumbakonam
- 1917: Jasep Saschytsch, belarussischer Politiker und Offizier, Präsident der Exilregierung der Belarussischen Volksrepublik
- 1917: Steve Stanko, US-amerikanischer Gewichtheber und Bodybuilder
- 1918: Hans-Justus Rinck, deutscher Richter
- 1918ː Doris Schmidt, deutsche Journalistin und Kunstkritikerin
- 1919: Albert Häberling, Schweizer Komponist und Dirigent
- 1919: Fjodor Sacharowitsch Sacharow, russisch-ukrainischer Maler
- 1919: Hans E. Schons, deutscher Schauspieler
- 1920: Antonino Caponnetto, italienischer Richter und Politiker
- 1920: Peter Racine Fricker, englischer Komponist
- 1921: Karl Decker, österreichischer Fußballspieler und -trainer
- 1921: Rosemarie Fleck, deutsche Politikerin, MdL
- 1922: Gisela Trowe, deutsche Schauspielerin
- 1923: Otto Knefler, deutscher Fußballtrainer
- 1923: Gustavo Rojo, uruguayischer Schauspieler und Filmproduzent
- 1924: Jules Marchal, belgischer Diplomat und Historiker
- 1924: Krystyna Moszumańska-Nazar, polnische Komponistin
- 1925: Karl Grell, österreichischer Komponist und Dirigent

#### 1926–1950

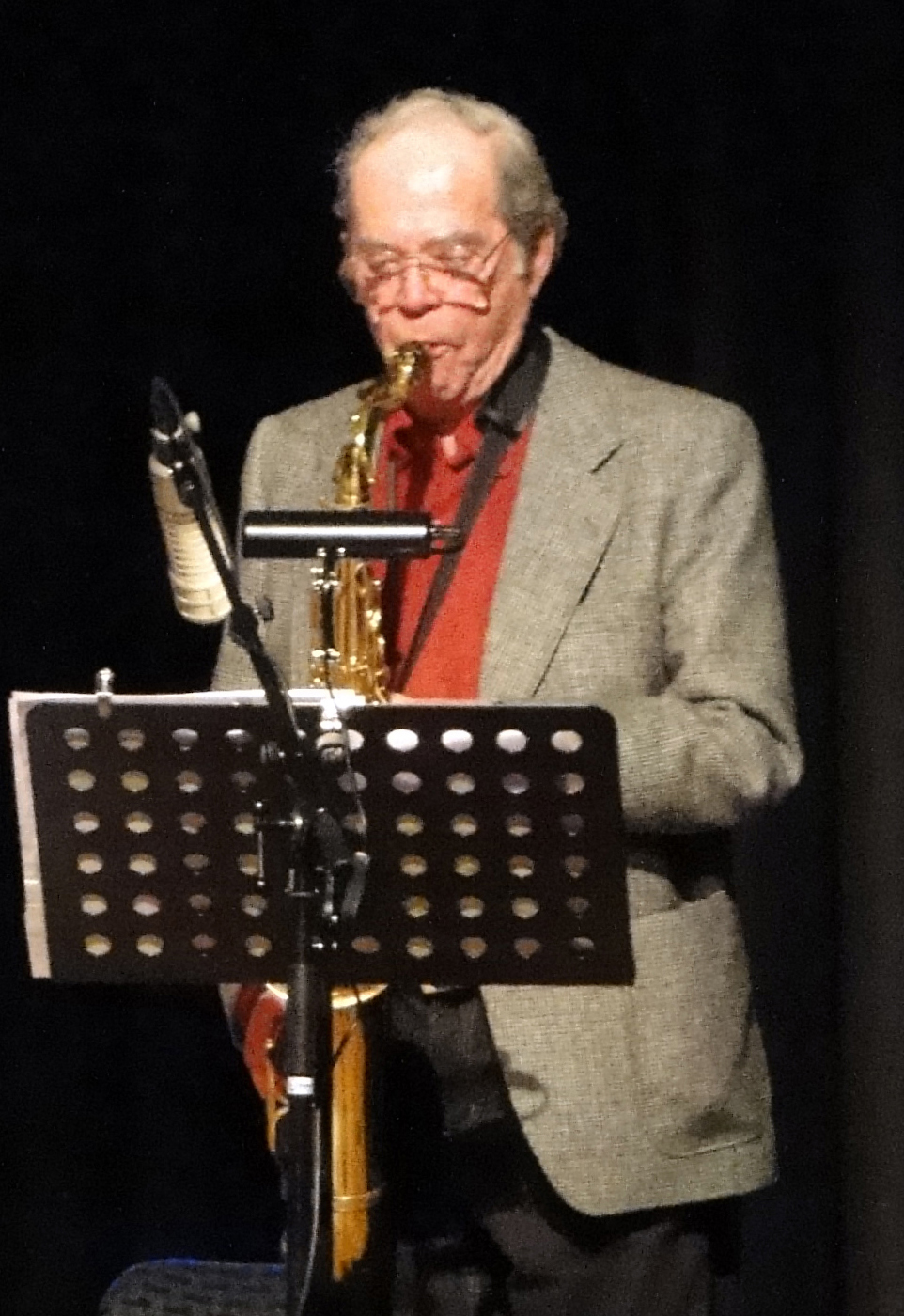
Joki Freund (* 1926)

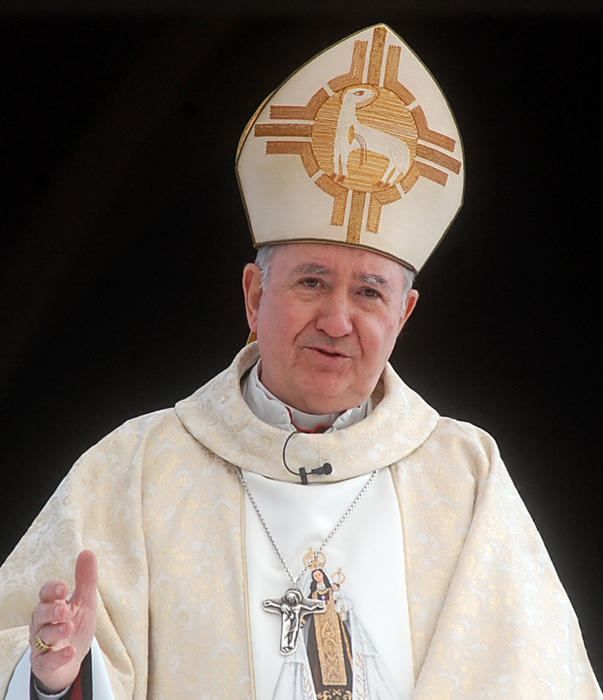
Francisco Javier Errázuriz Ossa (* 1933)

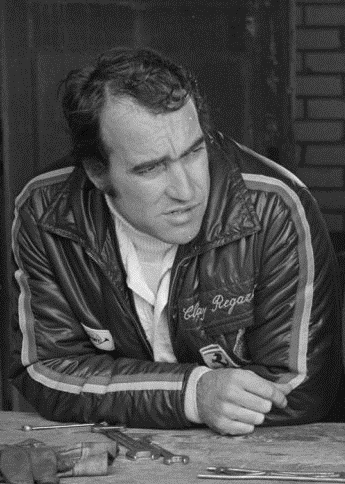
Clay Regazzoni (* 1939)

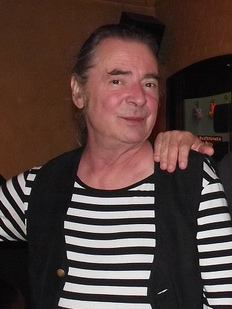
Urban Gwerder (* 1944)

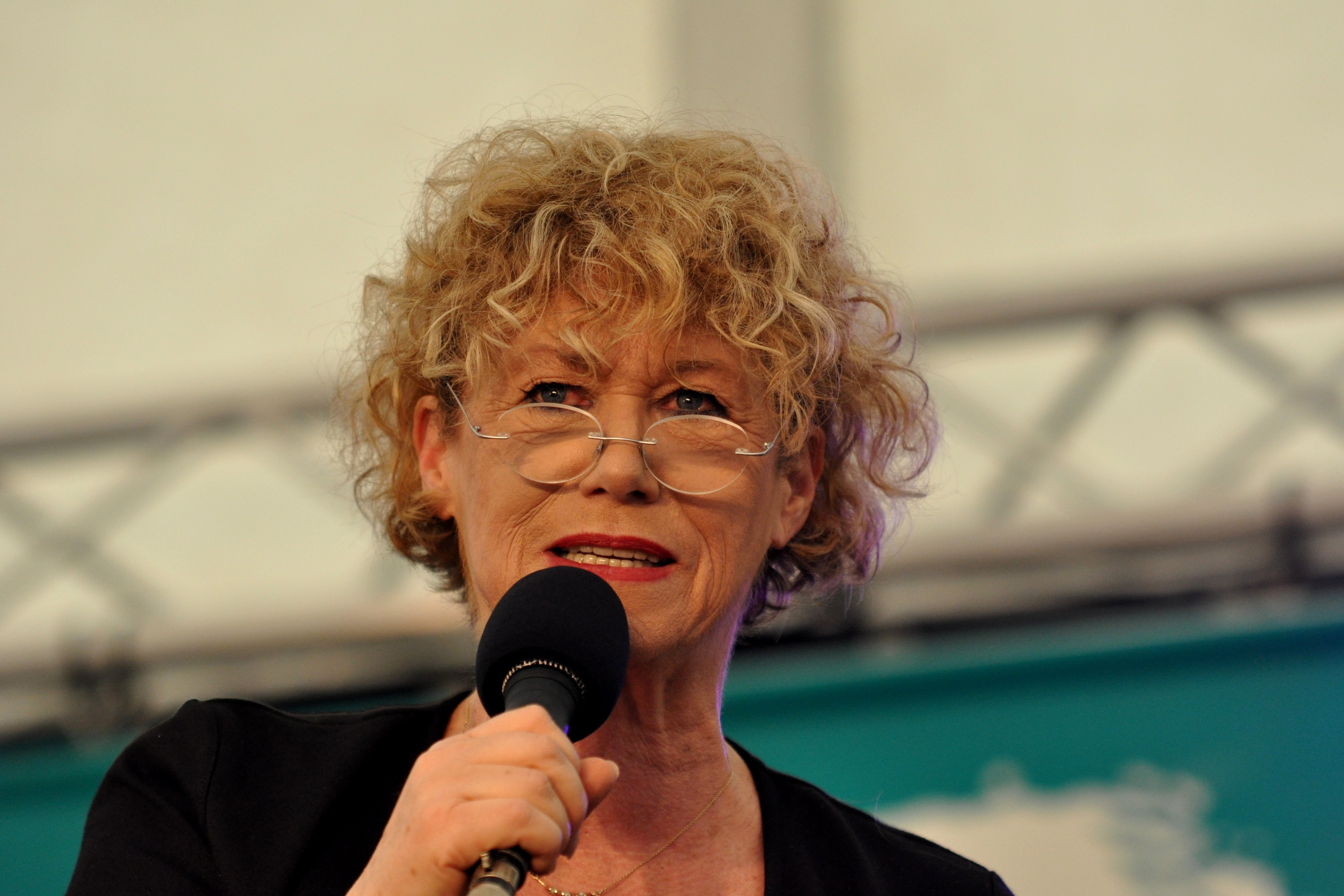
Barbara Thalheim (* 1947)

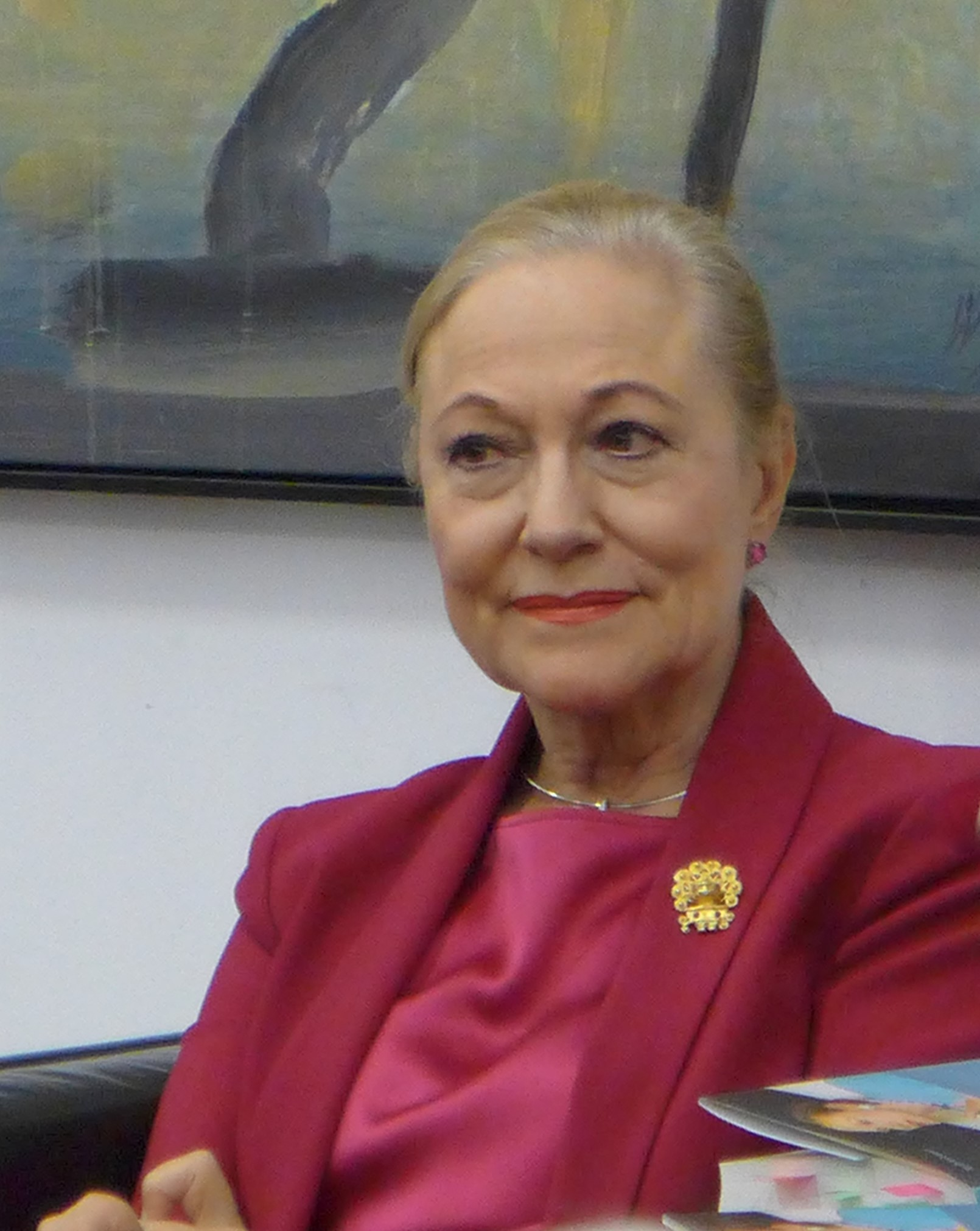
Benita Ferrero-Waldner (* 1948)

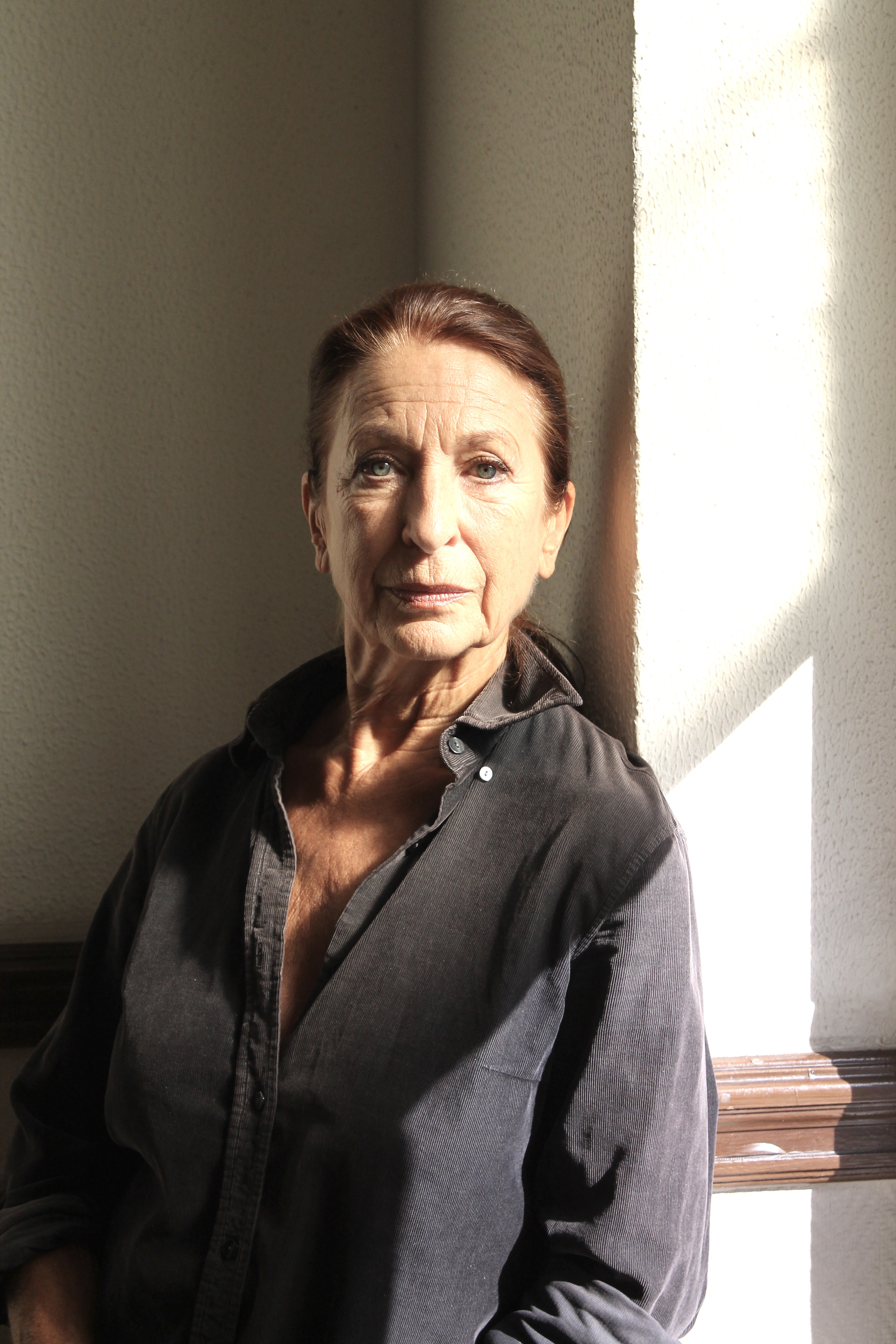
Daniela Ziegler (* 1948)

- 1926: Joki Freund, deutscher Jazzmusiker
- 1927: Dionys Jobst, deutscher Politiker, MdB
- 1928: Thomas Fredrickson, US-amerikanischer Kontrabassist und Komponist
- 1928: Albert Mangelsdorff, deutscher Musiker
- 1929: Bob Newhart, US-amerikanischer Schauspieler und Stand-up-Comedian
- 1929: Andrijan Grigorjewitsch Nikolajew, sowjetischer Kosmonaut
- 1931: Muhammad Naquib al-Attas, malayischer Philosoph und Denker
- 1931: Bärbl Bergmann, deutsche Filmregisseurin
- 1931: Virgil Gonsalves, US-amerikanischer Jazz-Saxophonist
- 1931: Lise Henningsen, dänische Schauspielerin
- 1931: Richie Powell, US-amerikanischer Jazzmusiker
- 1932: Simon Achidi Achu, kamerunischer Politiker, Premierminister
- 1932: Ho Lien Siew, singapurischer Basketballspieler
- 1933: Egil Bjerklund, norwegischer Eishockeyspieler
- 1933: Bruce Davidson, US-amerikanischer Fotograf
- 1933: Francisco Javier Errázuriz Ossa, Erzbischof von Santiago de Chile und Kardinal
- 1934: Juri Nikolajewitsch Afanassjew, russischer Historiker und Politiker
- 1934: Don Chandler, US-amerikanischer American-Football-Spieler
- 1934: Paul Josef Cordes, Erzbischof, Kardinal und Präsident des päpstlichen Rates Cor Unum
- 1935: Dieter Hallervorden, deutscher Komiker, Moderator und Kabarettist
- 1935: Aki Schmidt, deutscher Fußballspieler und -trainer
- 1935: Otmar Zwiebelhofer, deutscher Unternehmer und BDA-Funktionär
- 1936: Alyce und Rhae Andrece, US-amerikanische Sängerinnen und Schauspielerinnen
- 1936: Edmund Gruber, deutscher Fernsehjournalist
- 1936: Walter Janssen, deutscher Prähistoriker
- 1936ː Caroline Renate Pickardt, deutsche Endokrinologin und Hochschullehrerin
- 1937: Antonio Angelillo, argentinisch-italienischer Fußballspieler und -trainer
- 1937: Dick Clement, englischer Drehbuchautor und Filmregisseur
- 1938: Piotr Lachert, polnischer Komponist, Pianist und Dichter
- 1938ː Doreen Massey, Baroness Massey of Darwen, britische Politikerin, Humanistin, Mitglied der Labour Party und Mitglied des House of Lords
- 1939: William Devane, US-amerikanischer Schauspieler
- 1939: Richard Hirt, Schweizer Forstwissenschaftler und Hochschullehrer
- 1939: Bernulf Kanitscheider, deutscher Philosoph und Wissenschaftstheoretiker
- 1939: George Lazenby, australischer Dressman und Schauspieler
- 1939: Clay Regazzoni, Schweizer Formel-1-Rennfahrer
- 1940: Hans Kamp, niederländischer Philosoph
- 1940: Lewis Spratlan, US-amerikanischer Komponist
- 1940: Raquel Welch, US-amerikanische Schauspielerin
- 1941: Rachid Boudjedra, algerischer Schriftsteller
- 1941: Manfred Popp, deutscher Physiker
- 1942: Werner Herzog, deutscher Filmregisseur
- 1942: Bonga Kuenda, angolanischer Popsänger und Liedschreiber
- 1942: Eduardo Mata, mexikanischer Komponist
- 1942: Norbert Trelle, emeritierter Bischof von Hildesheim
- 1943: Hermann Göllner, österreichischer Skirennläufer, Freestyle-Skier und Alpinskitrainer
- 1943: Aloys Lenz, deutscher Politiker, MdL
- 1943: Christine Merthan, österreichische Schauspielerin
- 1944: Urban Gwerder, Schweizer Autor und Künstler
- 1944: Fedor Radmann, deutscher Fußballfunktionär
- 1945: Gérard d’Aboville, französischer Navigator und Politiker
- 1945: Barbara Riedmüller-Seel, deutsche Sozialwissenschaftlerin und Politikerin, MdL
- 1945: Al Stewart, britischer Musiker, Sänger und Songschreiber
- 1946: Freddie Mercury, britischer Rocksänger
- 1946: Håkan Sund, schwedischer Pianist, Dirigent und Komponist
- 1946: Loudon Wainwright III, US-amerikanischer Musiker, Sänger und Songschreiber
- 1947: Herbert Mai, deutscher Gewerkschaftsfunktionär
- 1947: Buddy Miles, US-amerikanischer Musiker
- 1947: Barbara Thalheim, deutsche Sängerin und Liedermacherin
- 1948: İsmail Arca, türkischer Fußballspieler und -trainer
- 1948: Benita Ferrero-Waldner, österreichische Politikerin, EU-Kommissarin
- 1948: Stefan Tabacznik, Schweizer Journalist und Publizist
- 1948: Daniela Ziegler, deutsche Schauspielerin, Sängerin und Musicaldarstellerin
- 1949: Eduard Hajrapetjan, armenischer Komponist
- 1949: Pat McQuaid, Vorsitzender des Radsport-Weltverbands UCI
- 1949: Wolfgang Schuster, deutscher Kommunalpolitiker, Oberbürgermeister von Stuttgart
- 1949: Ulf G. Stuberger, deutscher Journalist und Buchautor
- 1950: Julien Andavo Mbia, kongolesischer Bischof von Isiro-Niangara

#### 1951–1975
- 1951: Ronny Abraham, französischer Jurist
- 1951: Margarete Aburumieh, österreichische Politikerin

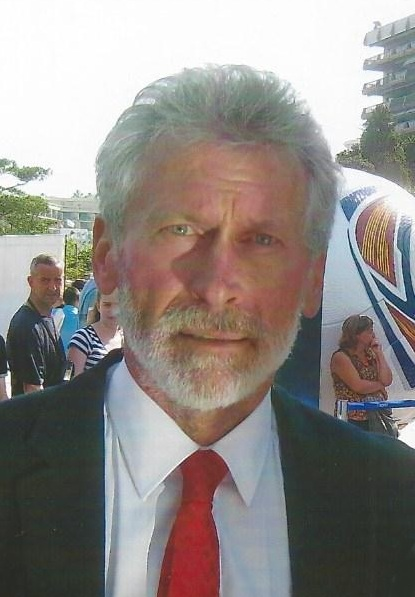
Paul Breitner (* 1951)

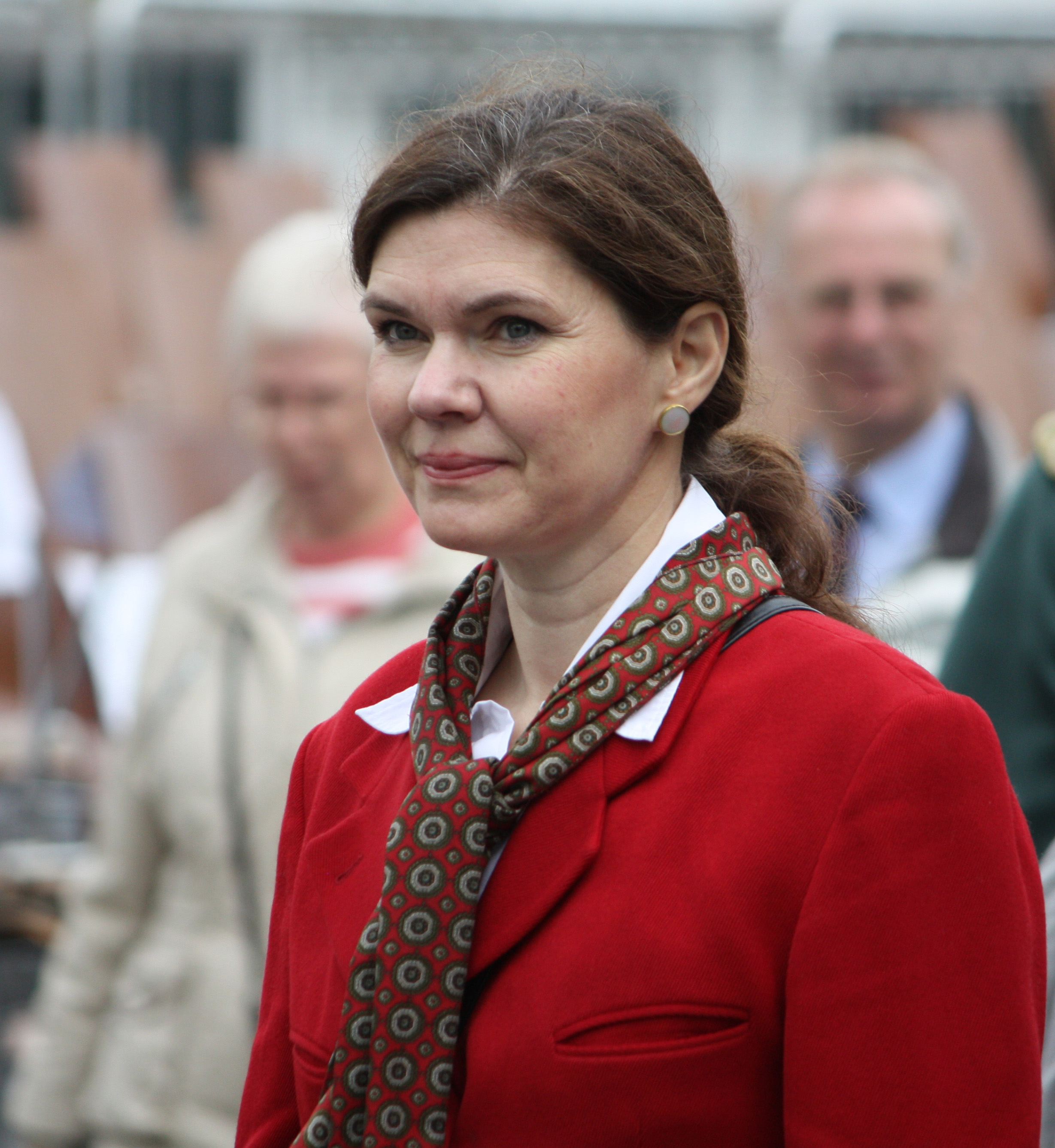
Sabine Amsbeck-Dopheide (* 1959)

- 1951: Paul Breitner, deutscher Fußballspieler
- 1951: Michael Keaton, US-amerikanischer Schauspieler
- 1952: Ricky Fataar, südafrikanischer Schlagzeuger
- 1952: Michael Horton, US-amerikanischer Schauspieler
- 1952: Rick Moses, US-amerikanischer Schauspieler und Musiker
- 1952: Philipp Müller, Schweizer Politiker
- 1953: Thomas Hunsteger-Petermann, deutscher Kommunalpolitiker, Oberbürgermeister von Hamm
- 1953: Barbara Schneider, Schweizer Politikerin
- 1953: Herbert Steffny, deutscher Leichtathlet
- 1954: Per Knut Aaland, norwegischer Skilangläufer
- 1954: Peter Fabers, deutscher Schauspieler
- 1954: Tilman Jens, deutscher Journalist und Buchautor
- 1954: Jürgen Karney, deutscher Moderator
- 1954: Yu Myeong-Hee, südkoreanische Mikrobiologin
- 1955: Juozas Augutis, litauischer Mathematiker
- 1956: Wolfgang Anzengruber, österreichischer Manager
- 1956: Roine Stolt, schwedischer Musiker und Komponist
- 1957: Emly Starr, belgische Sängerin
- 1957: Peter Winnen, niederländischer Radprofi, Journalist und Buchautor
- 1958: Erich Watzl, österreichischer Politiker
- 1959: Sabine Amsbeck-Dopheide, deutsche Juristin und Kommunalpolitikerin, Bürgermeisterin von Harsewinkel

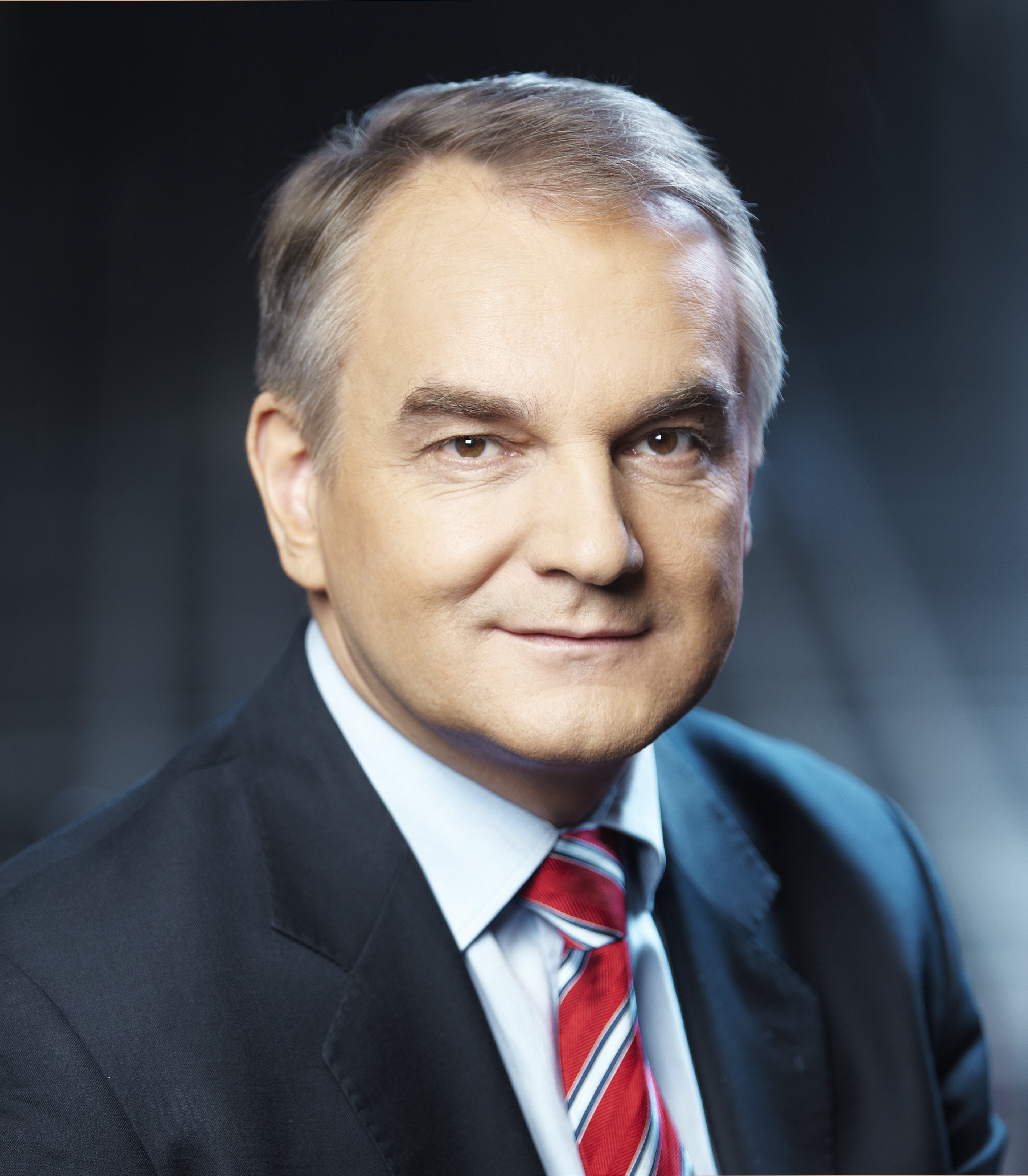
Waldemar Pawlak (* 1959)

- 1959: Waldemar Pawlak, polnischer Politiker
- 1959: Frank Schirrmacher, deutscher Publizist und Autor
- 1960: Abdullah Abdullah, afghanischer Politiker
- 1960: Karita Mattila, finnische Opernsängerin
- 1961: Marc-André Hamelin, kanadischer Pianist und Komponist
- 1962: Katrin Amunts, deutsche Medizinerin und Professorin
- 1962: Christin Marquitan, deutsche Schauspielerin
- 1963: Taki Inoue, japanischer Automobilrennfahrer
- 1963: Stephan Joho, Schweizer Radrennfahrer
- 1964: Susanne Engel, deutsche Juristin
- 1964: Frank Farina, italienisch-australischer Fußballspieler und -trainer

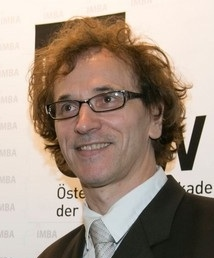
Josef Penninger (* 1964)

- 1964: Josef Penninger, österreichischer Mediziner, wissenschaftlicher Direktor am IMBA
- 1964: Jörg Schönenborn, deutscher Journalist und Chefredakteur
- 1965: Laurens van den Acker, niederländischer Automobildesigner
- 1965: David Brabham, australischer Automobilrennfahrer
- 1965: Tony Martin, US-amerikanischer American-Football-Spieler
- 1966: Mariusz Szczygieł, polnischer Journalist
- 1966: Orlando Valle, kubanischer Flötist, Komponist, Arrangeur und Bandleader
- 1967: Petra Ivanov, Schweizer Autorin
- 1967: Matthias Sammer, deutscher Fußballspieler und -trainer
- 1968: Thomas Levet, französischer Profigolfer
- 1968: Brad Wilk, US-amerikanischer Musiker
- 1969: Sebastian Edathy, deutscher Politiker, MdB
- 1969: Leonardo Nascimento de Araújo, brasilianischer Fußballspieler
- 1969: Dweezil Zappa, US-amerikanischer Musiker
- 1970: Addis Abebe, äthiopischer Langstreckenläufer
- 1970: Csaba dalla Zorza, italienische Köchin, Kochbuchautorin, Fernsehmoderatorin und Verlegerin
- 1971: Bonamy Grimes, britischer Unternehmer und Automobilrennfahrer
- 1971: Veronika Grimm, deutsche Wirtschaftswissenschaftlerin
- 1972: Jan Malte Andresen, deutscher Hörfunkmoderator und Journalist
- 1973: Sebastião Gomes, osttimoresischer Unabhängigkeitsaktivist
- 1973: Astrid Kiendler-Scharr, österreichisch-deutsche Physikerin und Klimaforscherin

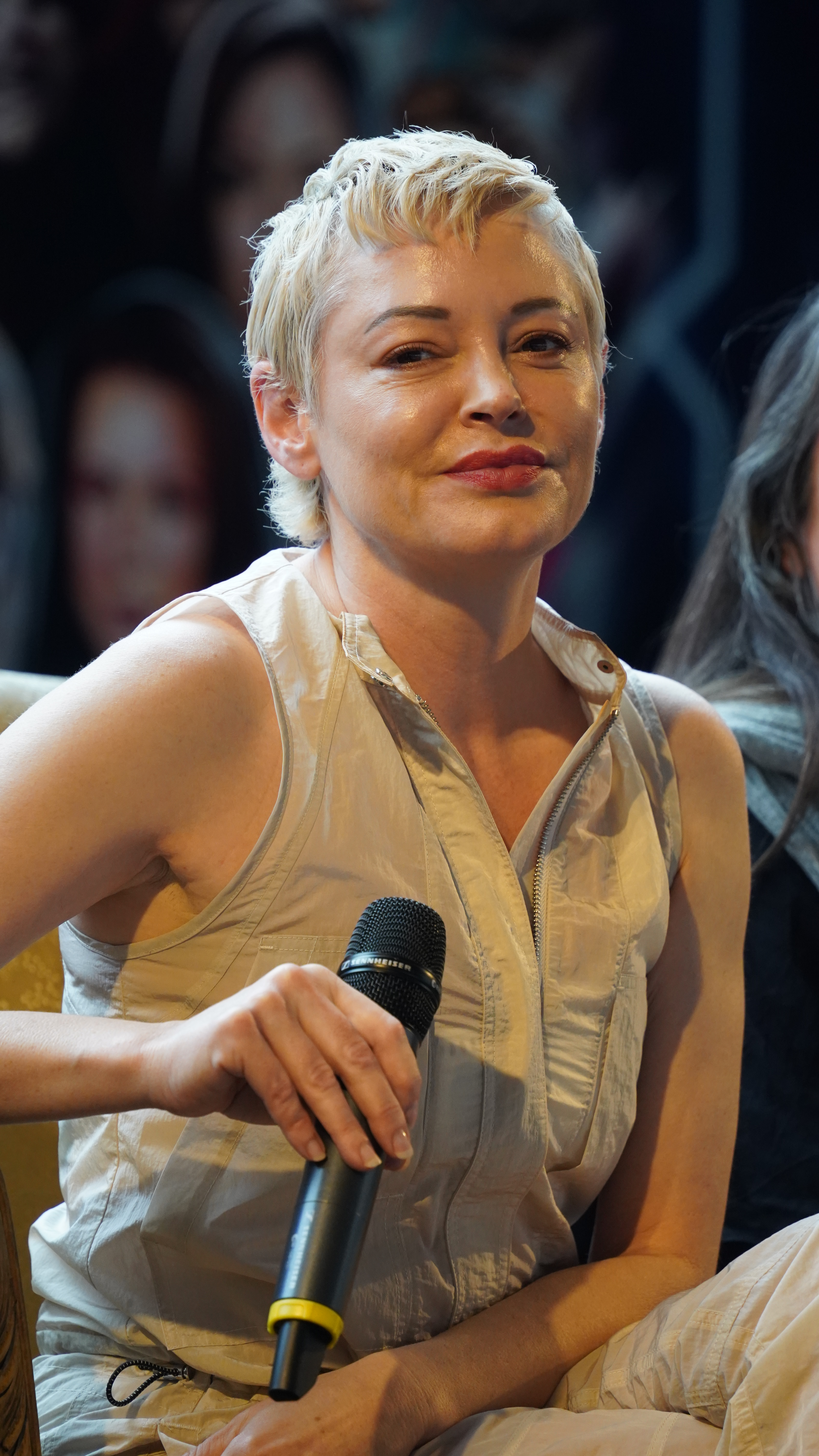
Rose McGowan (* 1973)

- 1973: Rose McGowan, US-amerikanische Schauspielerin, Autorin und Aktivistin
- 1973: Heidi Tjugum, norwegische Handballspielerin
- 1974: Ivo Ulich, tschechischer Fußballspieler
- 1975: Bettina Blümner, deutsche Regisseurin und Drehbuchautorin
- 1975: George Boateng, ghanaisch-niederländischer Fußballspieler und -trainer
- 1975: Titus Hollweg, österreichisch-deutscher Regisseur
- 1975: Lars Käppler, deutscher Neonazi und ehemaliger Funktionär der Jungen Nationaldemokraten (JN)
- 1975: Kimika Yoshino, japanisches Modell, Schauspielerin und Popsängerin

#### 1976–2000
- 1976: Mischari Raschid al-Afasi, kuwaitischer Koranrezitator und Imam

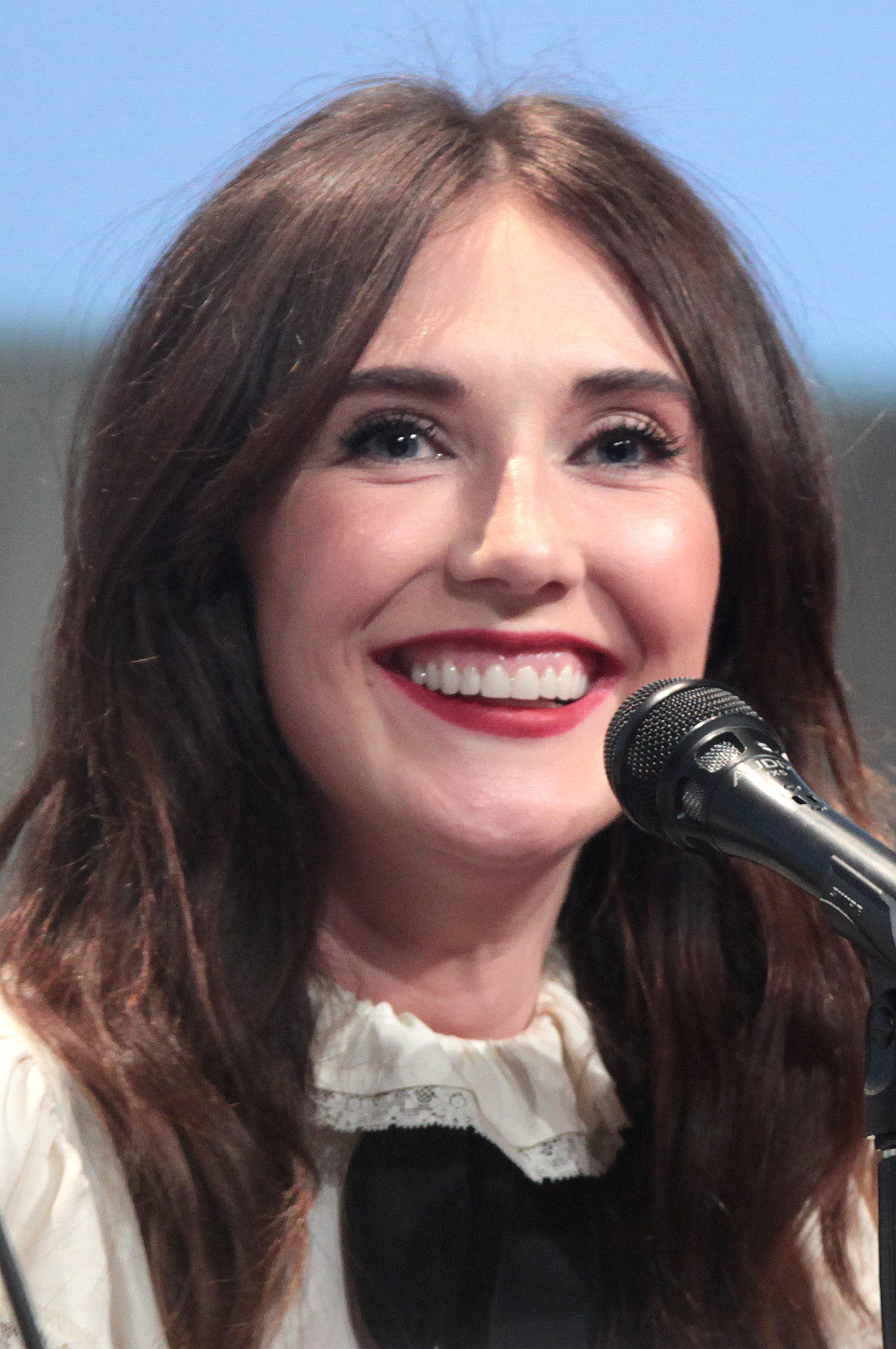
Carice van Houten (* 1976)

- 1976: Carice van Houten, niederländische Schauspielerin
- 1977: Nina Blum, österreichische Schauspielerin
- 1977: Teresa Marinowa, bulgarische Leichtathletin, Olympiasiegerin
- 1978: Laura Bertram, kanadische Schauspielerin
- 1978: Chris Hipkins, Premierminister von Neuseeland
- 1978: Andrea Soncin, italienischer Fußballspieler und ‑trainer
- 1978: Zhang Zhong, chinesischer Schachmeister
- 1979: Kjersti Beck, norwegische Handballspielerin
- 1979: John Carew, norwegischer Fußballspieler
- 1981: Bruno Neves, portugiesischer Radrennfahrer
- 1981: Filippo Volandri, italienischer Tennisspieler
- 1982: Sondre Lerche, norwegischer Sänger, Gitarrist und Songwriter
- 1982: Melissa Ortiz Gomez, spanische Profitänzerin
- 1983: Hannes Eder, österreichischer Fußballspieler
- 1983: Georg Malcovati, deutscher Schauspieler
- 1983: Nadine Vinzens, Schweizer Model und Schauspielerin, Miss Schweiz 2002
- 1984: Wilson Obungu, kenianischer Fußballtorhüter
- 1984: Chris Anker Sørensen, dänischer Radrennfahrer
- 1985: JokA, deutscher Rapper
- 1985: Jan Mazoch, tschechischer Skispringer
- 1986: Vera Buck, deutsche Schriftstellerin
- 1986: Alexander Alexandrowitsch Rjasanzew, russischer Fußballspieler
- 1987: Thalke Deters, deutsche Handballspielerin
- 1987: Feder, französischer DJ

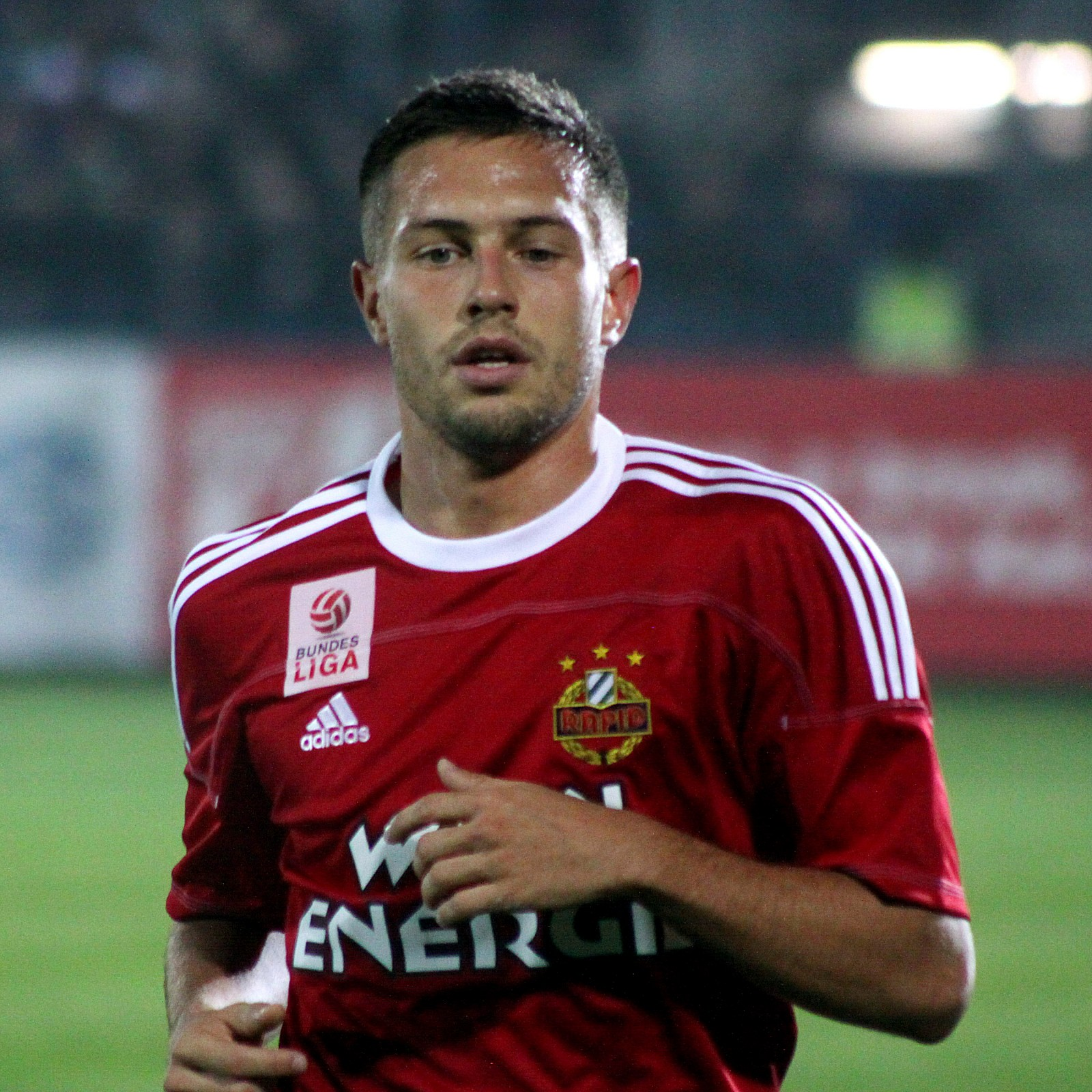
Thomas Schrammel (* 1987)

- 1987: Thomas Schrammel, österreichischer Fußballspieler
- 1988: Denni Avdić, schwedischer Fußballspieler
- 1988: Felipe Caicedo, ecuadorianischer Fußballspieler
- 1988: Nuri Şahin, deutsch-türkischer Fußballspieler
- 1989: Elena Delle Donne, US-amerikanische Basketballspielerin
- 1989: Katharina Leonore Goebel, deutsche Schauspielerin und Sprecherin
- 1989: Katerina Graham, US-amerikanische Schauspielerin

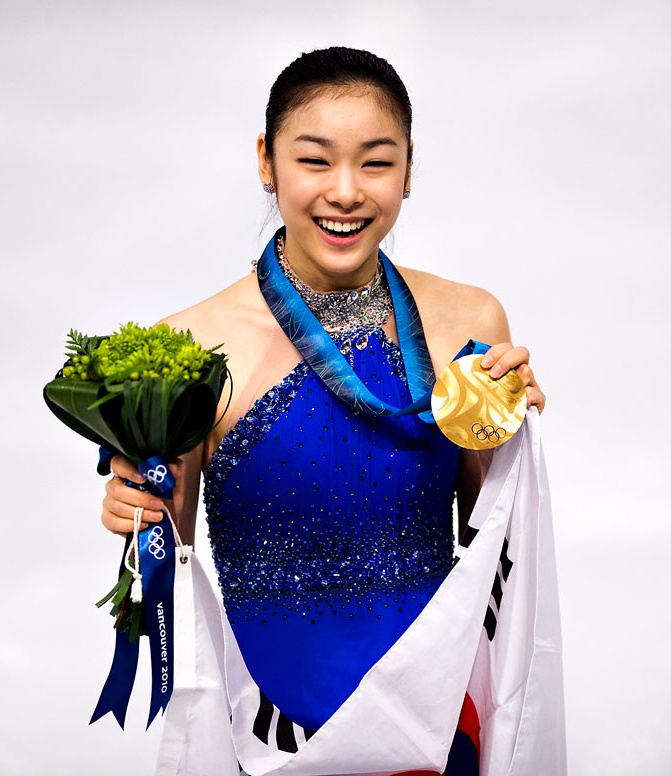
Kim Yuna (* 1990)

- 1990: Kim Yuna, südkoreanische Eiskunstläuferin
- 1990: Lance Stephenson, US-amerikanischer Basketballspieler
- 1990: Franco Zuculini, argentinischer Fußballspieler
- 1991: Peter Bence, ungarischer Pianist, Komponist und Sounddesigner
- 1991: Alexandre Grenier, kanadischer Eishockeyspieler
- 1991: Skandar Keynes, britischer Filmschauspieler
- 1992: Alexander Mühling, deutscher Fußballspieler
- 1992: Malte Semisch, deutscher Handballspieler
- 1994: Guram Samuschia, georgischer Fußballspieler

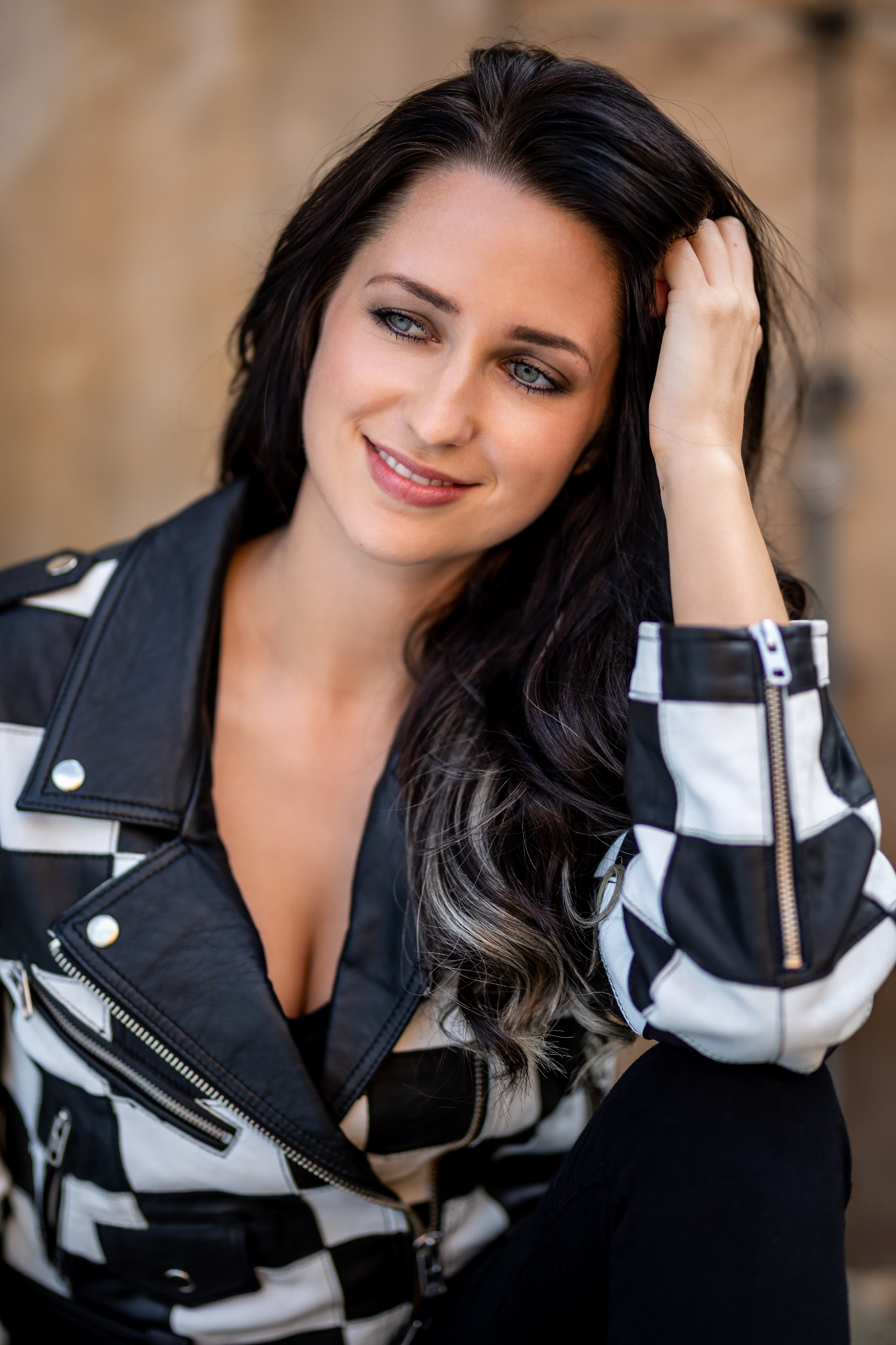
Madeline Willers (* 1994)

- 1994: Madeline Willers, deutsche Schlagersängerin
- 1995: Caroline Sunshine, US-amerikanische Schauspielerin
- 1996: Ivo Oliveira, portugiesischer Radrennfahrer
- 1996: Rui Oliveira, portugiesischer Radrennfahrer
- 1997: Endre Strømsheim, norwegischer Biathlet
- 1998: Helena Barlow, britische Schauspielerin
- 2000: Benjamin Ritchie, US-amerikanischer Skirennläufer

### 21. Jahrhundert
- 2001: Bukayo Saka, englischer Fußballspieler
- 2002: Einár, schwedischer Rapper († 2021)
- 2002:  Alessandra Mele, italienisch-norwegische Sängerin
- 2002: Alika, estnische Sängerin

## Gestorben

### Vor dem 17. Jahrhundert
- 0590: Authari, König der Langobarden
- 1128: Ranulf Flambard, Lordkanzler von England
- 1146: Sancho de Funes, Benediktinermönch und Bischof des Bistums Calahorra
- 1165: Nijō, 78. Tennō von Japan
- 1201: Konstanze von der Bretagne, Herzogin der Bretagne
- 1235: Heinrich I., Herzog von Brabant
- 1304: Rüdiger Manesse der Ältere, Sammler von Minneliedern
- 1329: Marco I. Visconti, italienischer Politiker und Heerführer
- 1336: Karl von Évreux, Graf von Étampes
- 1385: Otto von Pilcza, Starost von Rotruthenien, Großpolen und Sandomir
- 1481: Johann I., Herzog von Kleve, Graf von der Mark
- 1505: Raimund Peraudi, Bischof von Gurk und Saintes

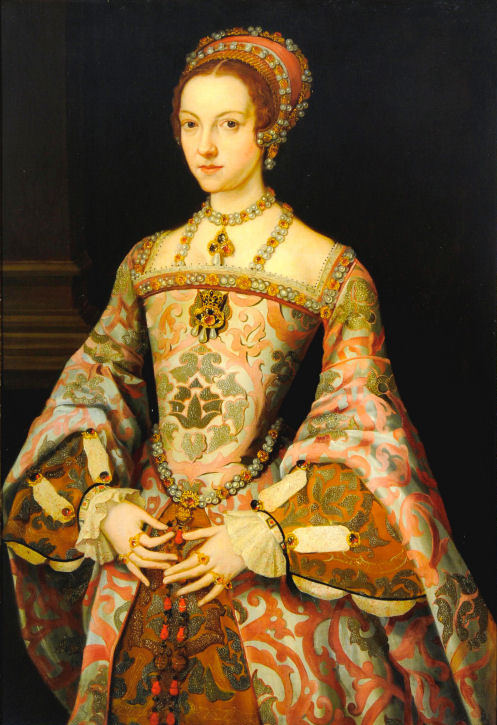
Catherine Parr († 1548)

- 1548: Catherine Parr, englische Adelige, Königin von England und Irland
- 1553: Giovanni Mollio, italienischer Reformator, Märtyrer
- 1562: Katharina Zell, Liederdichterin in Straßburg
- 1569: Edmund Bonner, Bischof von London
- 1569: Bernardo Tasso, italienischer Dichter
- 1578: Arnoldus Mermannus, flämischer Theologe
- 1590: Gottfried Welsch, deutscher Mediziner
- 1593: Andreas von Auersperg, österreichisch-slowenischer Heerführer

### 17./18. Jahrhundert

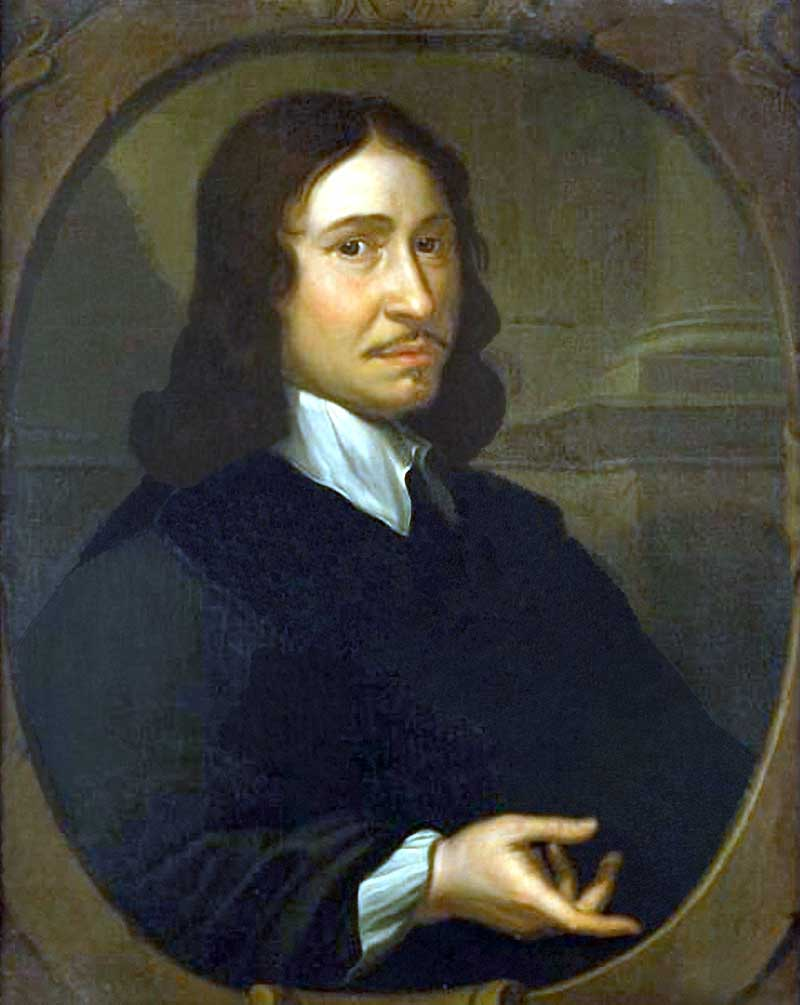
Florentius Schuyl († 1669)

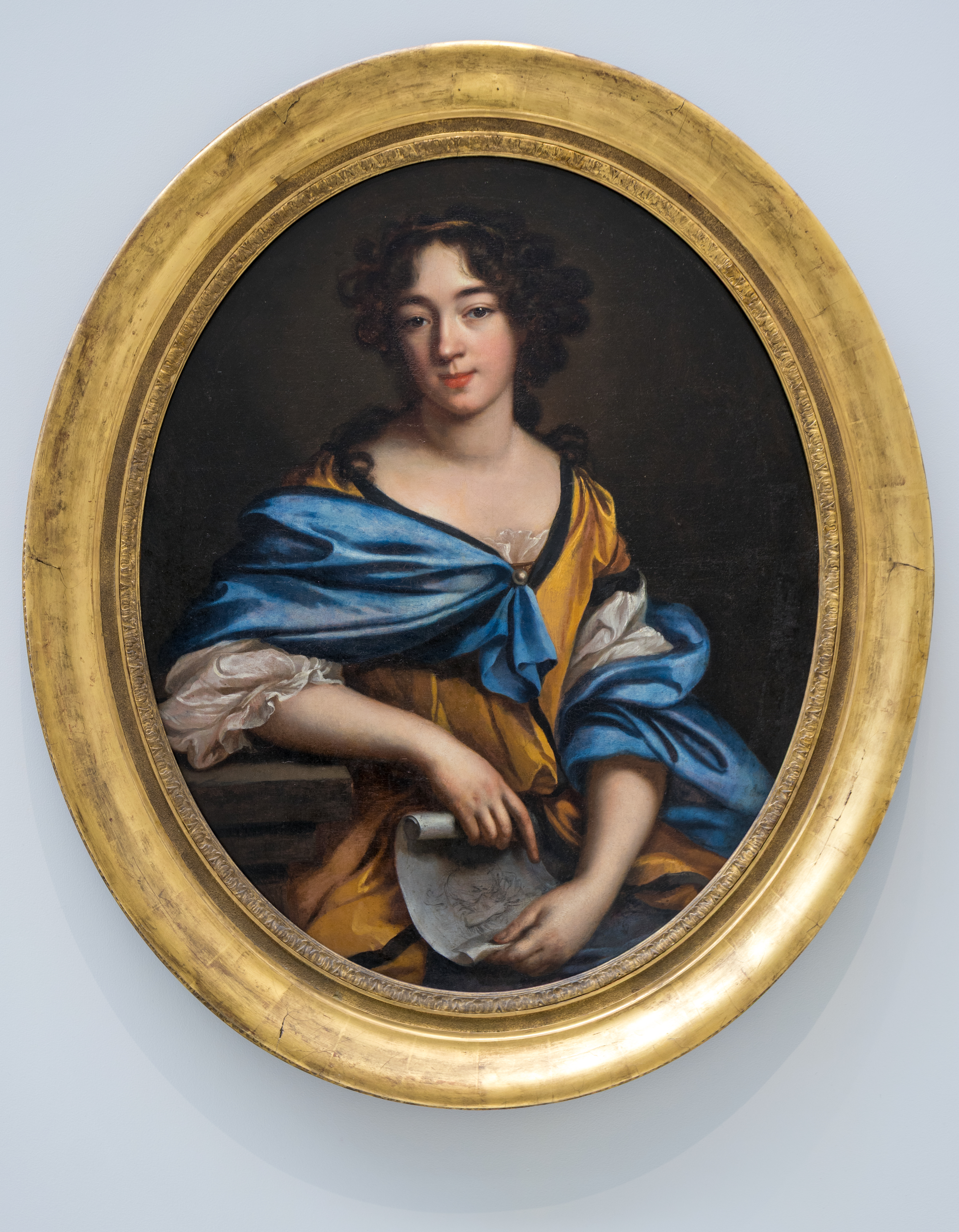
Elisabeth Sophie Chérons († 1711)

- 1615: Antoine de La Faye, französisch-schweizerischer evangelischer Geistlicher und Hochschullehrer
- 1618: Wenzeslaus Warich, sorbischer Theologe und Übersetzer
- 1652: Friedrich Leibnütz, deutscher Notar, Philosoph und Ethiker
- 1659: Pieter de Carpentier, Generalgouverneur der niederländischen Ostindien-Kompanie (VOC) in Südostasien
- 1669: Florentius Schuyl, niederländischer Mediziner und Botaniker
- 1674: Hermann Nottelmann, deutscher Pädagoge
- 1690: Gottfried Welsch, deutscher Mediziner
- 1709: Johann Georg Neumann, deutscher lutherischer Theologe und Kirchenhistoriker
- 1711: Elisabeth Sophie Chéron, französische Malerin, Kupferstecherin, Dichterin und Übersetzerin
- 1717: Louis Ferdinand Elle der Jüngere, französischer Maler
- 1725: Christian Wernicke, deutscher Epigrammatiker
- 1732: Christfried Wächtler, deutscher Jurist und Polyhistor
- 1734: Nicolas Bernier, französischer Komponist
- 1753: Joachim Oporin, deutscher evangelischer Theologe
- 1766: Markus Hansiz, österreichischer Jesuit und Historiker
- 1779: Edward Biddle, Delegierter von Pennsylvania im Kontinentalkongress
- 1790: Martin Crugot, deutscher evangelischer Geistlicher
- 1791: Johann Baptist Ignaz Wolf, tschechischer Organist und Komponist

### 19. Jahrhundert

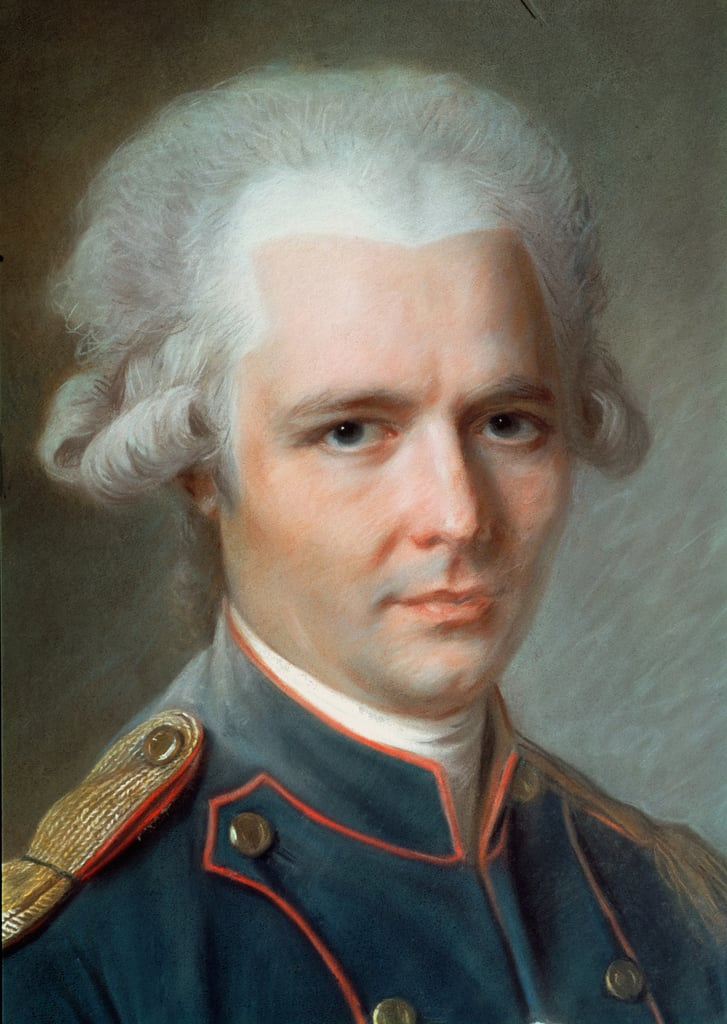
Pierre-Ambroise-François Choderlos de Laclos († 1803)

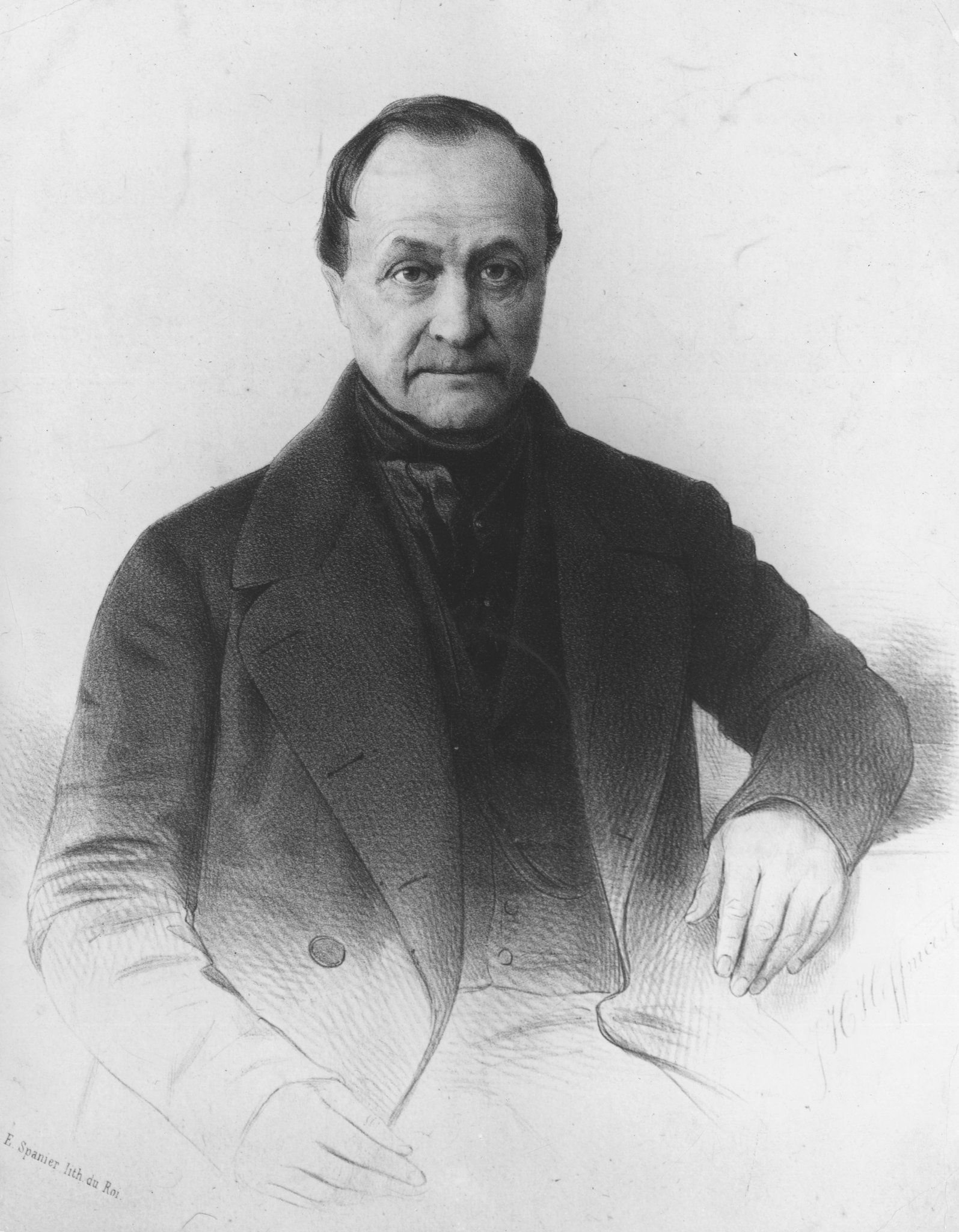
Auguste Comte († 1857)

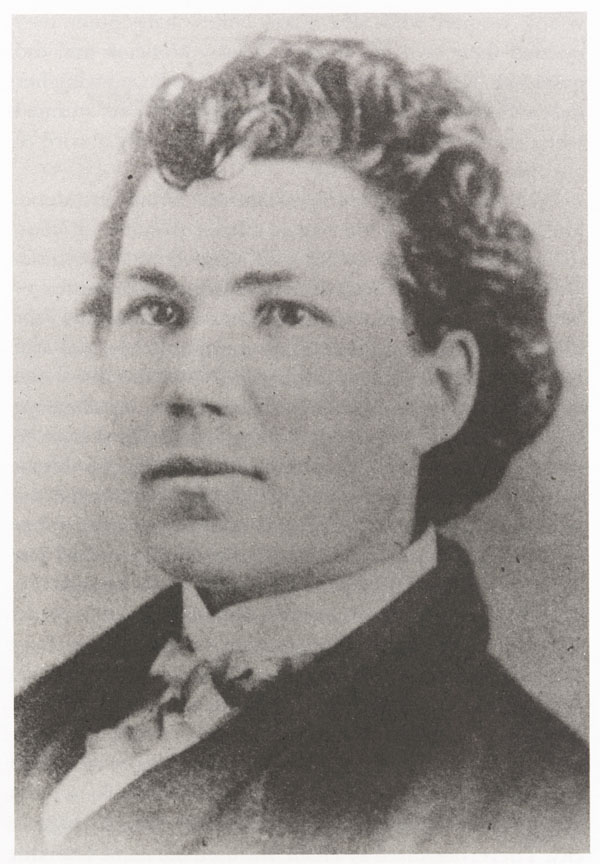
Sarah Emma Edmonds († 1898)

- 1803: Pierre-Ambroise-François Choderlos de Laclos, französischer Schriftsteller und Offizier
- 1803: François Devienne, französischer Komponist und Flötist
- 1813: Friedrich Wilhelm Ludwig von Arnim-Suckow, preußischer Offizier
- 1836: Ferdinand Maria Chotek von Chotkow, Erzbischof von Olmütz
- 1836: Ferdinand Raimund, österreichischer Dramatiker
- 1838: Charles Percier, französischer Architekt
- 1840: Martin Chittenden US-amerikanischer Politiker, Jurist, Kongressabgeordneter und Gouverneur des US-Bundesstaates Vermont
- 1848: Wassili Petrowitsch Stassow, russischer Baumeister
- 1849: Johannes von Werner, deutscher Politiker
- 1850: Jean-Lucq d’Arriule, französischer General
- 1855: Thomas Livingstone Mitchell, britischer Forscher
- 1857: Auguste Comte, französischer Philosoph, Mathematiker, Soziologe
- 1858: Moritz Gottlieb Saphir, österreichischer Schriftsteller
- 1859: Friedrich von Olivier, deutscher Maler
- 1865: Friedrich Bach, österreichischer Dichter und Mediziner
- 1867: Santiago Derqui, Präsident von Argentinien
- 1874: Louis-Constant Henriod, Schweizer evangelischer Geistlicher
- 1876: Manuel Blanco Encalada, chilenischer Politiker
- 1877: Crazy Horse, Häuptling der Oglala-Sioux
- 1879: Adolf Harleß, deutscher protestantischer Theologe
- 1893: John Sullivan Dwight, US-amerikanischer Musikkritiker, unitarischer Geistlicher und Transzendentalist
- 1893: Hermann Hunaeus, deutscher Architekt
- 1894: Edward Inglefield, britischer Admiral und Polarforscher
- 1898: Samuel Apolant, deutscher Rabbiner
- 1898: Sarah Emma Edmonds, Texanerin, die als Mann verkleidet im Unionsheer während des Sezessionskriegs diente
- 1900: Léopold Faye, französischer Politiker

### 20. Jahrhundert

#### 1901–1950

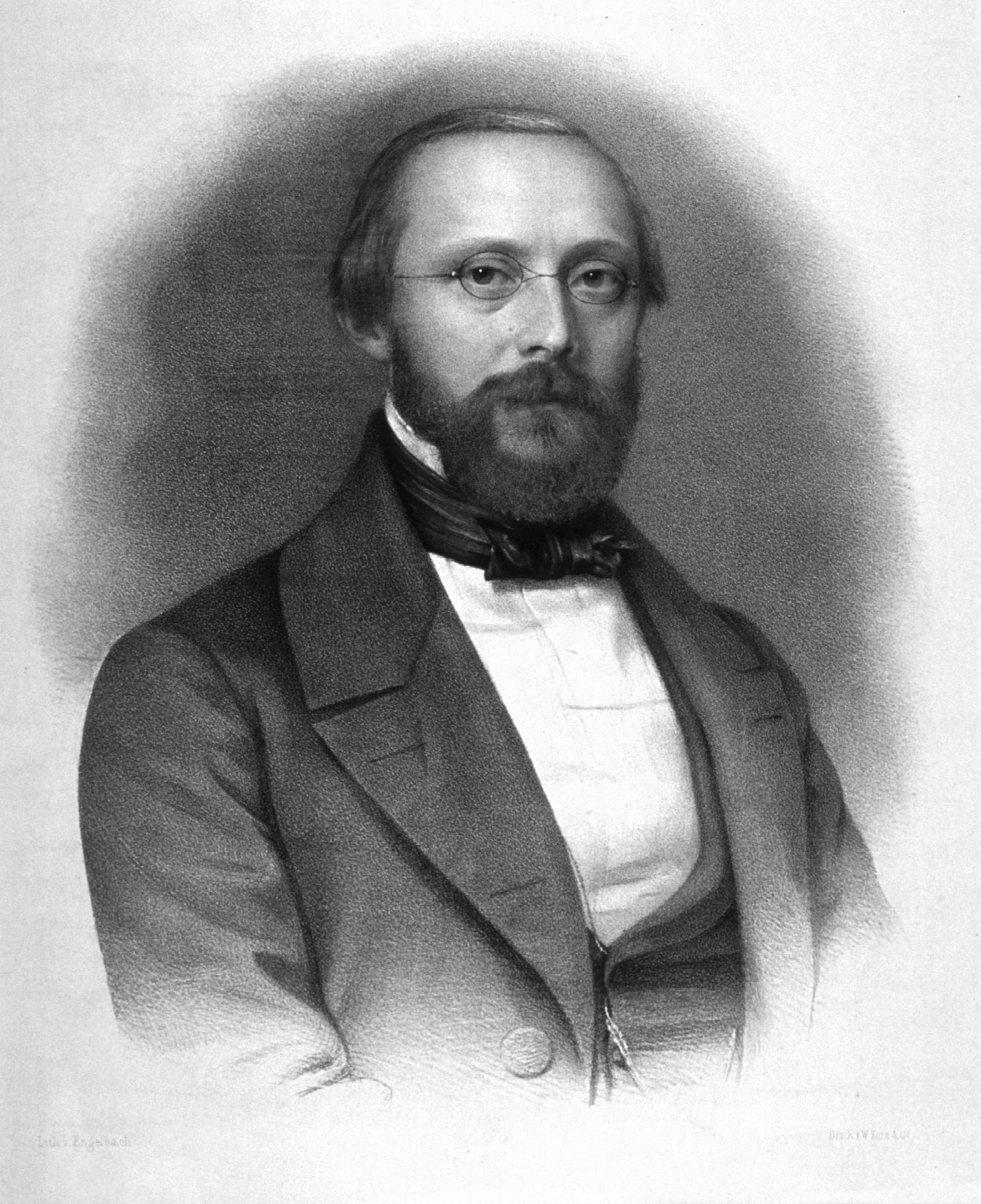
Rudolf Virchow († 1902)

- 1902: Rudolf Virchow, deutscher Mediziner und Politiker
- 1903: Friedrich Kaulbach, deutscher Maler
- 1903ː Irmgard Olbrich, deutsche Theaterschauspielerin
- 1903: Joseph Schröder, deutscher Theologieprofessor
- 1906: Ludwig Boltzmann, österreichischer Physiker
- 1909ː Pauline Thys-Lebault, französische Komponistin
- 1913: Willi Fick, deutscher Fußballspieler
- 1914: Charles Péguy, französischer Schriftsteller
- 1917: Albin Köbis, deutscher Matrose
- 1917: Max Reichpietsch, deutscher Matrose
- 1917: Walther Schwieger, deutscher Marineoffizier
- 1917: Marian Smoluchowski, polnischer Physiker
- 1919: Hunold von Ahlefeld, deutscher Vizeadmiral der Kaiserlichen Marine

Robert Harron († 1920)

- 1920: Robert Harron, US-amerikanischer Stummfilmschauspieler
- 1920: Justus Hermann Lipsius, deutscher Altphilologe

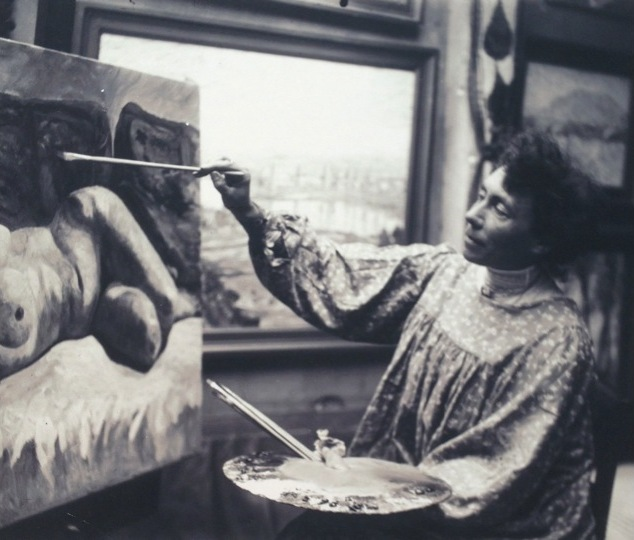
Georgette Agutte († 1922)

- 1922: Georgette Agutte, französische Malerin
- 1924: Karl Komzák (Enkel), österreichischer Komponist und Kapellmeister
- 1926: Karl Harrer, deutscher Journalist, Gründungsmitglied der Deutschen Arbeiterpartei (DAP)
- 1926: Georg Triller, deutscher katholischer Theologe, Domdekan und Generalvikar im Bistum Eichstätt
- 1930: Johan d’Aulnis de Bourouill, niederländischer Ökonom
- 1930: Johann Georg Hagen, österreichischer Jesuit und Astronom
- 1933: Clay M. Greene, US-amerikanischer Schriftsteller
- 1934: Joop ter Beek, niederländischer Fußballspieler
- 1936: Federico Borrell García, spanischer Mühlenarbeiter und Milizionär
- 1937: David Hendricks Bergey, US-amerikanischer Arzt und Bakteriologe
- 1940: Paul Goesch, deutscher Maler und Architekt
- 1940: Martin Hugo Otto Nippe, deutscher Rechtsmediziner und Hochschullehrer
- 1942ː Lidia Zamenhof, polnische Schriftstellerin, Übersetzerin, Esperantistin und Opfer des Holocaust
- 1943: Richard Löwenbein, österreichischer Filmregisseur, Drehbuchautor und Filmarchitekt
- 1945: Joachim von Amsberg, deutscher General
- 1945: Louis Weinert-Wilton, deutscher Schriftsteller

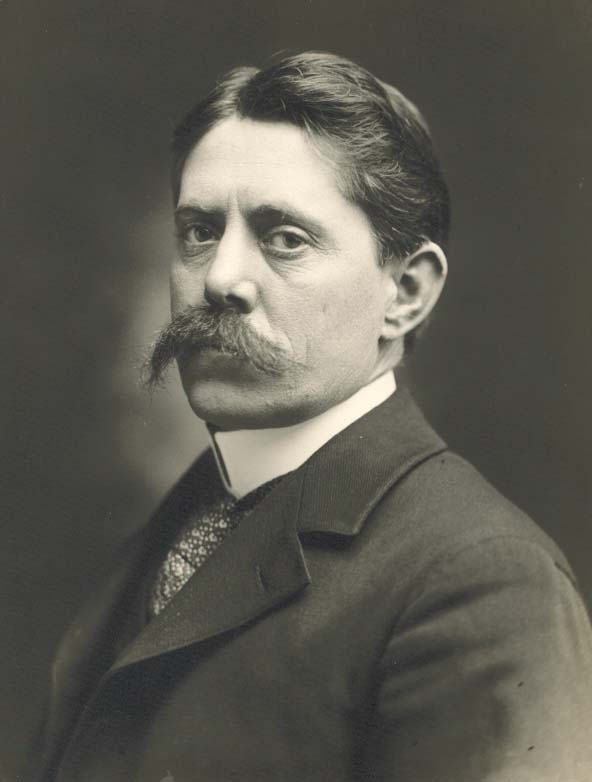
John I. Cox († 1946)

- 1946: John I. Cox, US-amerikanischer Politiker
- 1948: Richard C. Tolman, US-amerikanischer Physiker
- 1949: Friedrich Hopfner, österreichischer Geodät, Geophysiker und Planetenforscher
- 1949: Marius Lejeune, französischer Ruderer
- 1949: E. Robert Schmitz, französischer Pianist und Musikpädagoge
- 1950: Erdmann-Michael Hinz, deutscher Bildhauer
- 1950: Fritz Steuri, Schweizer Bergführer und Skisportler

#### 1951–2000

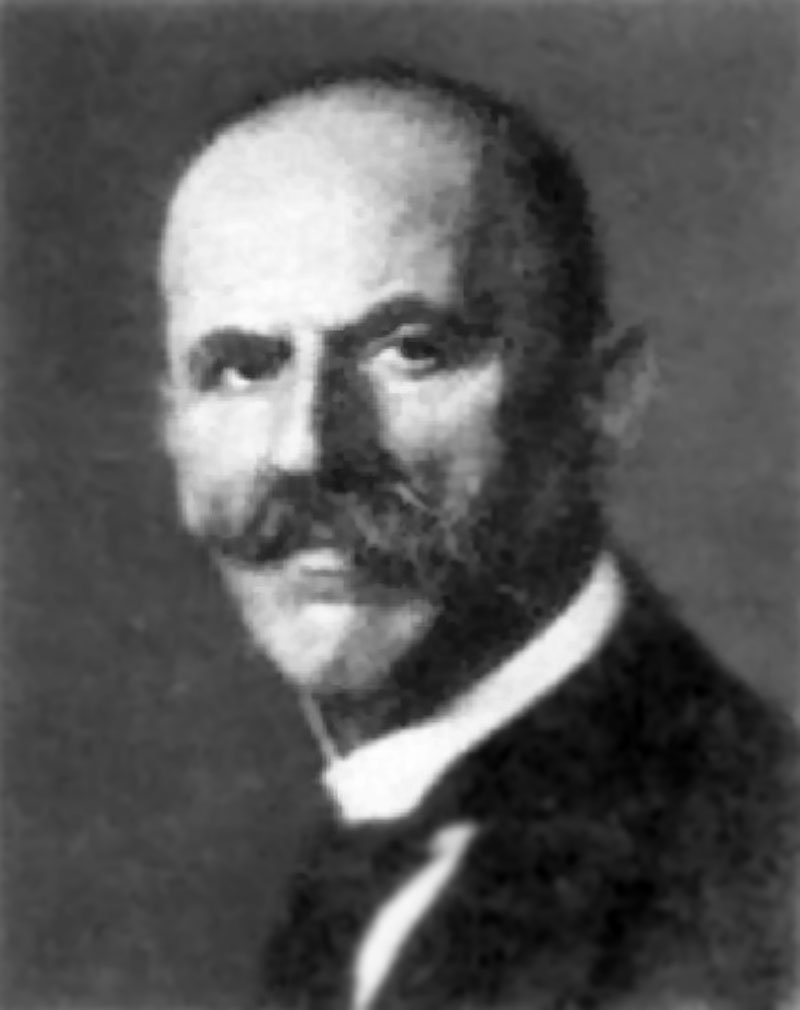
Eugen Schiffer († 1954)

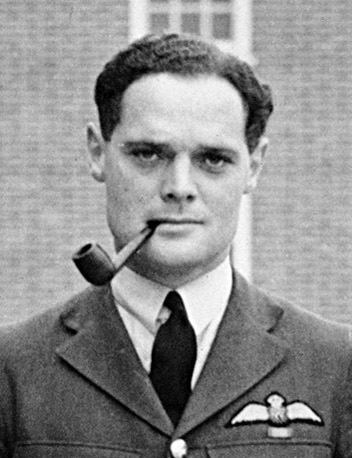
Douglas Bader († 1982)

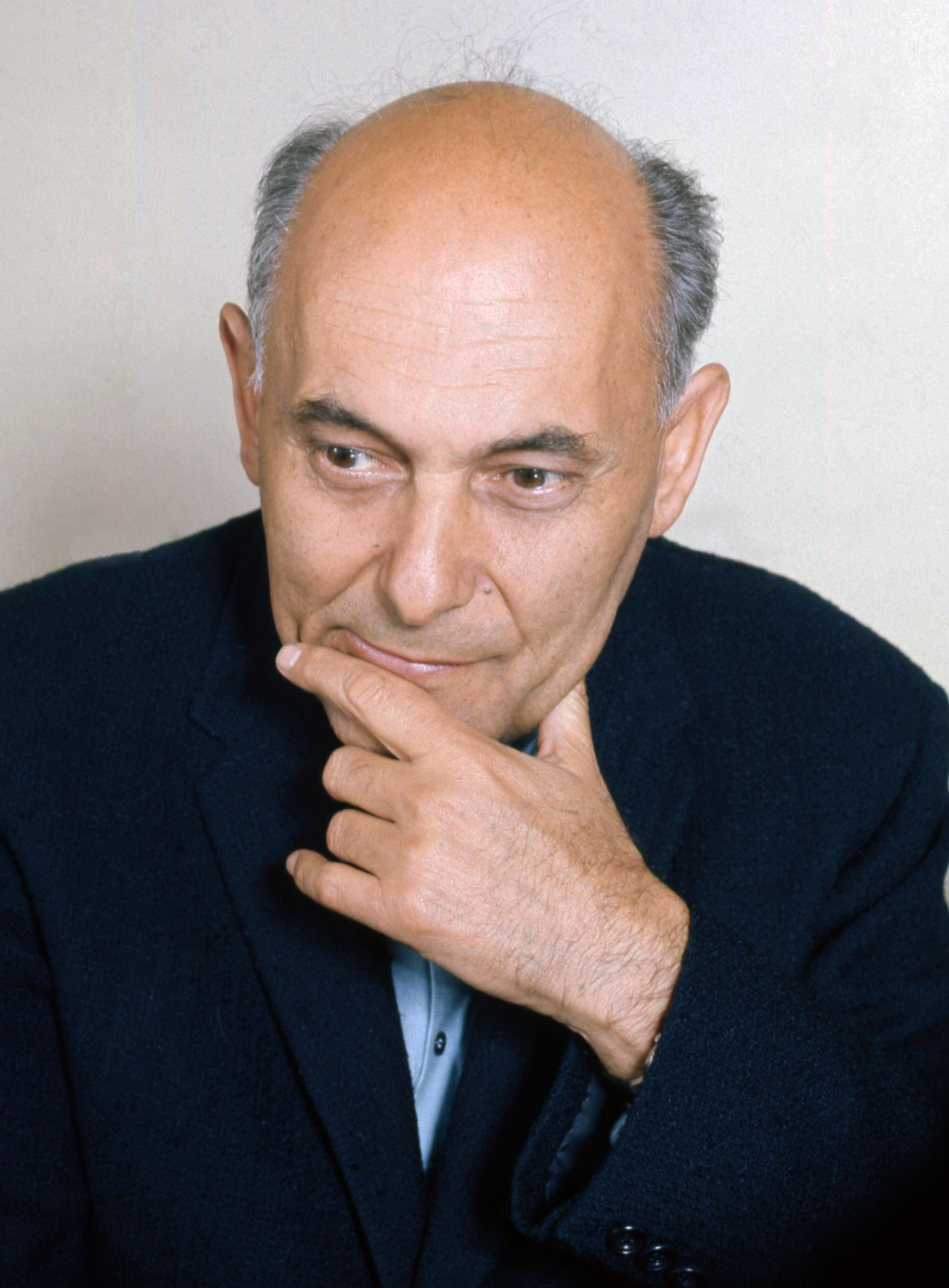
Georg Solti († 1997)

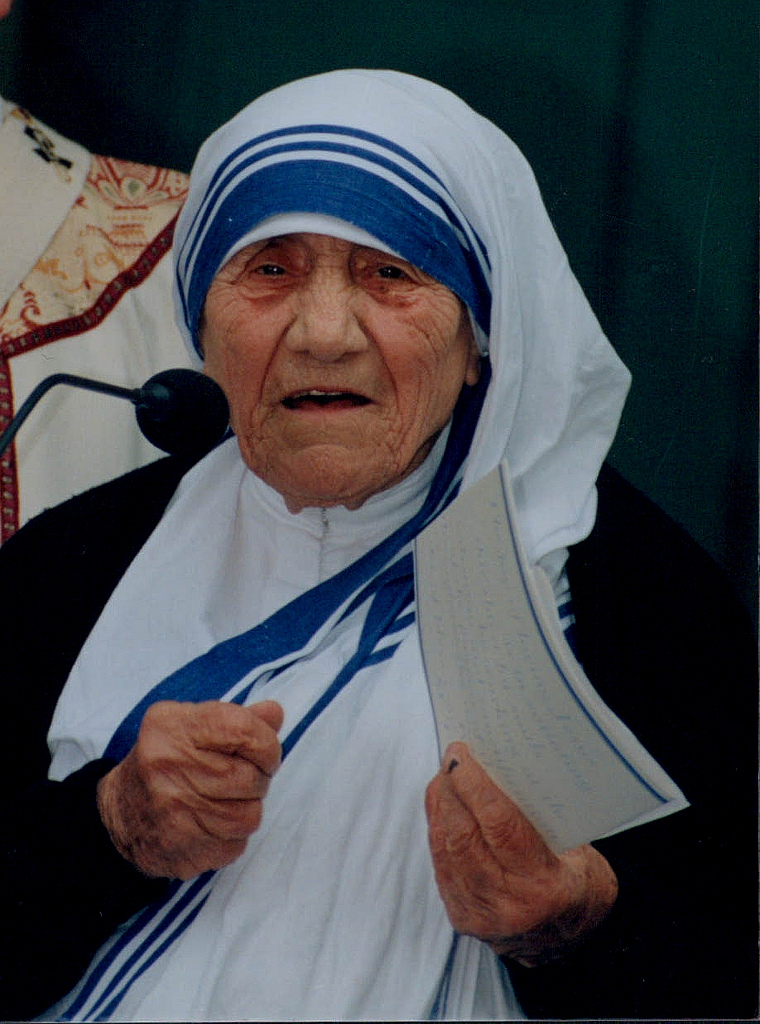
Mother Teresa († 1997)

- 1952: Franz Odermatt, Schweizer Beamter, Politiker und Schriftsteller
- 1954: Eugen Schiffer, deutscher Jurist und Politiker, MdL, MdR
- 1956: Walther Hensel, deutscher Volksliedforscher und -sammler
- 1960: Earl Long, US-amerikanischer Politiker
- 1962: Bird Margaret Turner, US-amerikanische Mathematikerin
- 1966: Marc Peter, Schweizer Jurist, Politiker, Diplomat und Heimatforscher
- 1967: August Pepöck, österreichischer Komponist und Kapellmeister
- 1968: Georg Heinrich Arcularius, deutscher Tierarzt
- 1969: Henk Bijvanck, niederländischer Komponist
- 1969: Jan Bontjes van Beek, deutscher Bildhauer und Keramiker
- 1969: Hans-Joachim Rehse, deutscher Richter am Volksgerichtshof
- 1969: Josh White, US-amerikanischer Musiker
- 1970: Jochen Rindt, deutsch-österreichischer Formel-1-Rennfahrer
- 1971: Hans Domizlaff, deutscher Künstler
- 1971: George Trafton, US-amerikanischer American-Football-Spieler
- 1972: Anton Fliegerbauer, deutscher Polizist
- 1972: Josef Romano, israelischer Gewichtheber
- 1973: Hans Demmelmeier, deutscher Politiker, MdB
- 1973: John Ferraby, britischer Autor
- 1974: Leonid Abramowitsch Anulow, sowjetischer Spion
- 1975: Ruth Parnitzke, deutsche Malerin
- 1975: Friedrich Schumacher, deutscher Geologe, Mineraloge und Professor
- 1978: Nikodim von Leningrad, russisch-orthodoxer Metropolit
- 1979: Alberto di Jorio, Kardinal der römisch-katholischen Kirche
- 1982: Douglas Bader, britischer Jagdflieger
- 1986: Neerja Bhanot, indische Flugbegleiterin und Model
- 1987: Wolfgang Fortner, deutscher Komponist
- 1987: René Hernández, kubanischer Pianist und Arrangeur
- 1988: Gert Fröbe, deutscher Schauspieler
- 1988: Wassil Mschawanadse, georgischer Politiker, erster Sekretär der KP, Politbüromitglied
- 1989: Wenzel Lüdecke, deutscher Filmproduzent
- 1990: Beppo Brem, deutscher Schauspieler
- 1990: Jerry Iger, US-amerikanischer Cartoonist und Comiczeichner
- 1991: Peter Slaghuis, niederländischer DJ und Musiker
- 1992: HP Zimmer, deutscher Maler und Bildhauer
- 1993: Virgilio Mortari, italienischer Komponist und Musikpädagoge
- 1994: Shimshon Amitsur, israelischer Mathematiker
- 1994: Rudolf Raftl, deutsch-österreichischer Fußballspieler
- 1996: Erhard Ueckermann, deutscher Jagd- und Forstwissenschaftler
- 1997: Fred Rubi, Schweizer Skirennfahrer und Politiker
- 1997: Georg Solti, ungarischer Dirigent
- 1997: Mutter Teresa, indische Ordensschwester und Missionarin albanischer Abstammung, Gründerin des Ordens Missionarinnen der Nächstenliebe, Nobelpreisträgerin
- 1998: Verner Panton, dänischer Architekt und Designer
- 1998: Hotta Yoshie, japanischer Schriftsteller
- 2000: George Musso, US-amerikanischer American-Football-Spieler
- 2000: Gian Luigi Polidoro, italienischer Filmregisseur

### 21. Jahrhundert

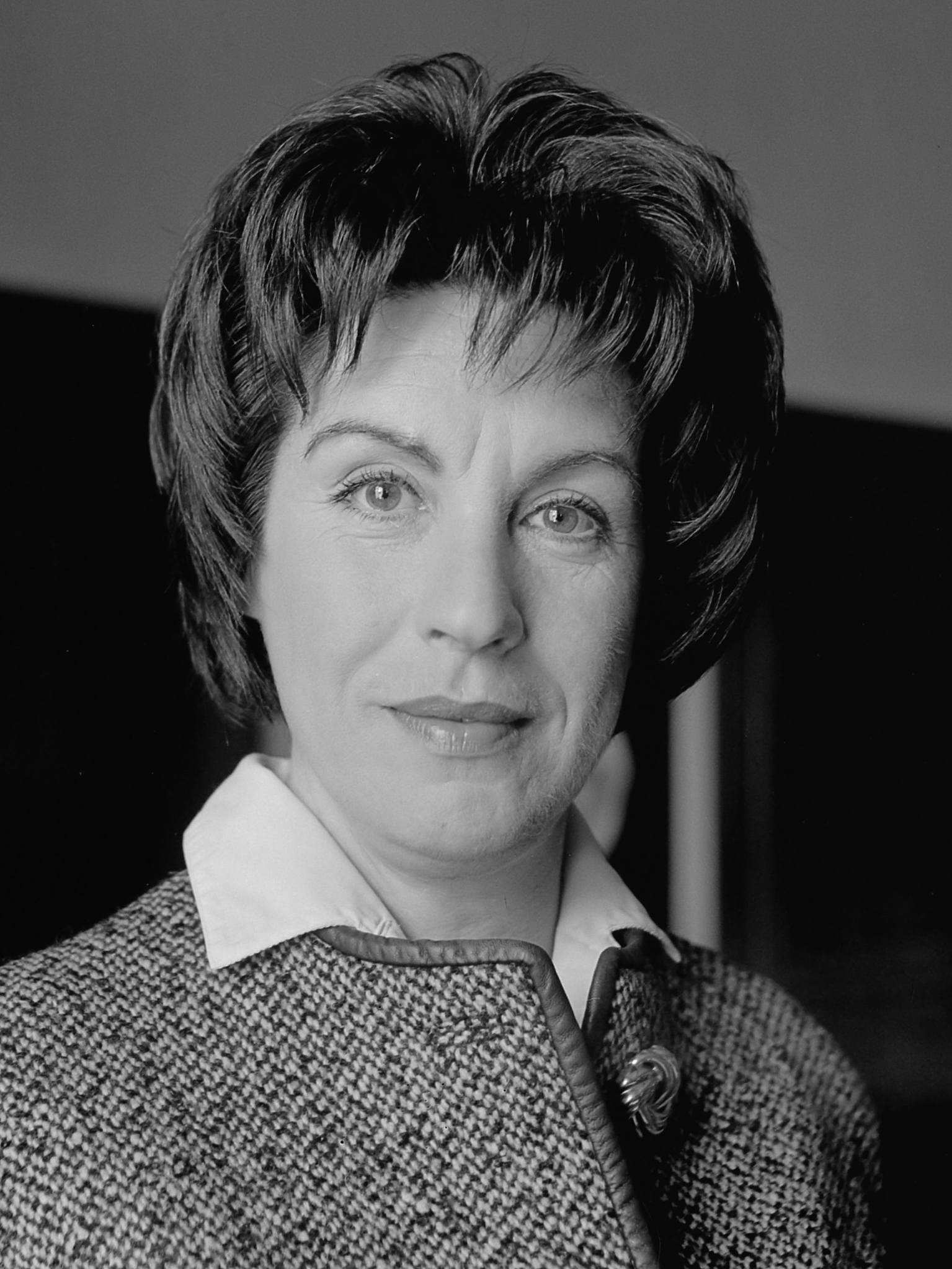
Maria Becker († 2012)

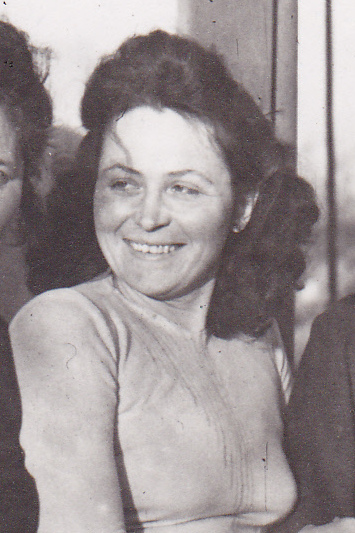
Anny Felbermayer († 2014)

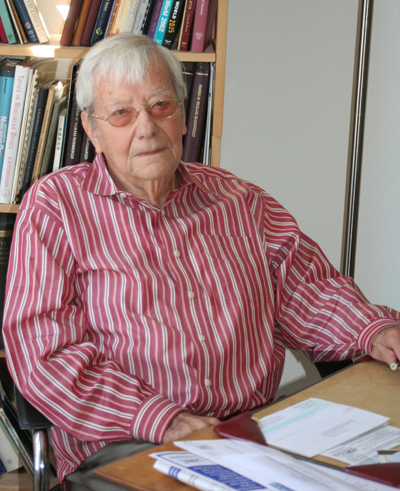
Nicolaas Bloembergen († 2017)

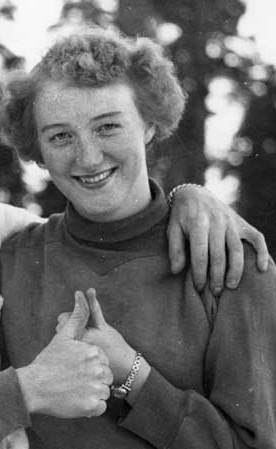
Nell Sjöström († 2021)

- 2001: Akinola Aguda, nigerianischer Jurist
- 2003: Yūji Aoki, japanischer Manga-Zeichner
- 2003: Heinz Cramer, deutscher Moderner Fünfkämpfer und Stabsoffizier
- 2004: Hans A. Krässig, deutscher Chemiker
- 2005: Heinz Melkus, deutscher Automobilrennfahrer und Konstrukteur
- 2006: Hans Wilken, deutscher Gynäkologe
- 2007: Thomas Hansen, norwegischer Musiker
- 2008ː Maria Leipelt, deutsch-amerikanische Biochemikerin und Mitglied der Weißen Rose Hamburg
- 2010: Corneille, niederländischer Maler, Bildhauer und Dichter
- 2010: Shōya Tomizawa, japanischer Motorradrennfahrer
- 2011: Robert Ballaman, Schweizer Fußballspieler
- 2011: Salvatore Licitra, italienischer Tenor
- 2011: Egon Lutz, Schriftsetzer, Redakteur und Politiker
- 2011: Vann Nath, kambodschanischer Maler, Überlebender des Foltergefängnisses Tuol Sleng
- 2012: Maria Becker, deutsch-schweizerische Schauspielerin
- 2012: Joe South, US-amerikanischer Sänger
- 2013: Karl-Heinz Maeder, deutscher Schachspieler
- 2013: Rochus Misch, deutscher SS-Angehöriger
- 2014: Anny Felbermayer, österreichische Sopranistin
- 2014: Ruth Kappelsberger, deutsche Fernsehansagerin und Schauspielerin
- 2015: Horst Schüler-Springorum, deutscher Rechtswissenschaftler
- 2015: Patricia Todd, US-amerikanische Tennisspielerin
- 2016: Hugh O’Brian, US-amerikanischer Schauspieler
- 2016: Phyllis Schlafly, US-amerikanische politische Aktivistin
- 2017: Nicolaas Bloembergen, US-amerikanischer Physiker, Nobelpreisträger
- 2017: Arno Rink, deutscher Maler
- 2018: Karl Erb, Schweizer Sportjournalist
- 2018: Freddie Oversteegen, niederländische Widerstandskämpferin
- 2019: Lucas da Costa, osttimoresischer Politiker, Unabhängigkeitsaktivist und Universitätsdirektor
- 2019: Francisco Toledo, mexikanischer Maler
- 2020: Marian Jaworski, polnisch-ukrainischer Kardinal
- 2020: Jiří Menzel, tschechischer Regisseur und Schauspieler
- 2021: Sarah Harding, britische Sängerin und Model
- 2021: Nell Ersson, schwedische Leichtathletin
- 2022: Mariella Mehr, Schweizer Schriftstellerin
- 2022: Lars Vogt, deutscher Pianist und Dirigent
- 2023: María Teresa Campos, spanische Rundfunk- und Fernsehmoderatorin
- 2024: Rebecca Cheptegei, ugandische Langstreckenläuferin, Femizidopfer
- 2024: Herbie Flowers, britischer Rockmusiker
- 2024: Aruna Vasudev, indische Filmkritikerin, Autorin, Herausgeberin und Festivalorganisatorin

## Feier- und Gedenktage
- Kirchliche Gedenktage
  - Hl. Teresa von Kalkutta, Ordensschwester und Missionarin in Indien
  - Hl. Zacharias (Vater des Johannes), israelitischer Priester, eventuell Märtyrer (orthodox, armenisch, koptisch, evangelisch: ELCA, LCMS)
  - Katharina Zell, elsässische Pfarrfrau (evangelisch)
  - Herculanus von Porto, Heiliger und Märtyrer

Weitere Einträge enthält die Liste von Gedenk- und Aktionstagen.